# زي تقليدي فلسطيني

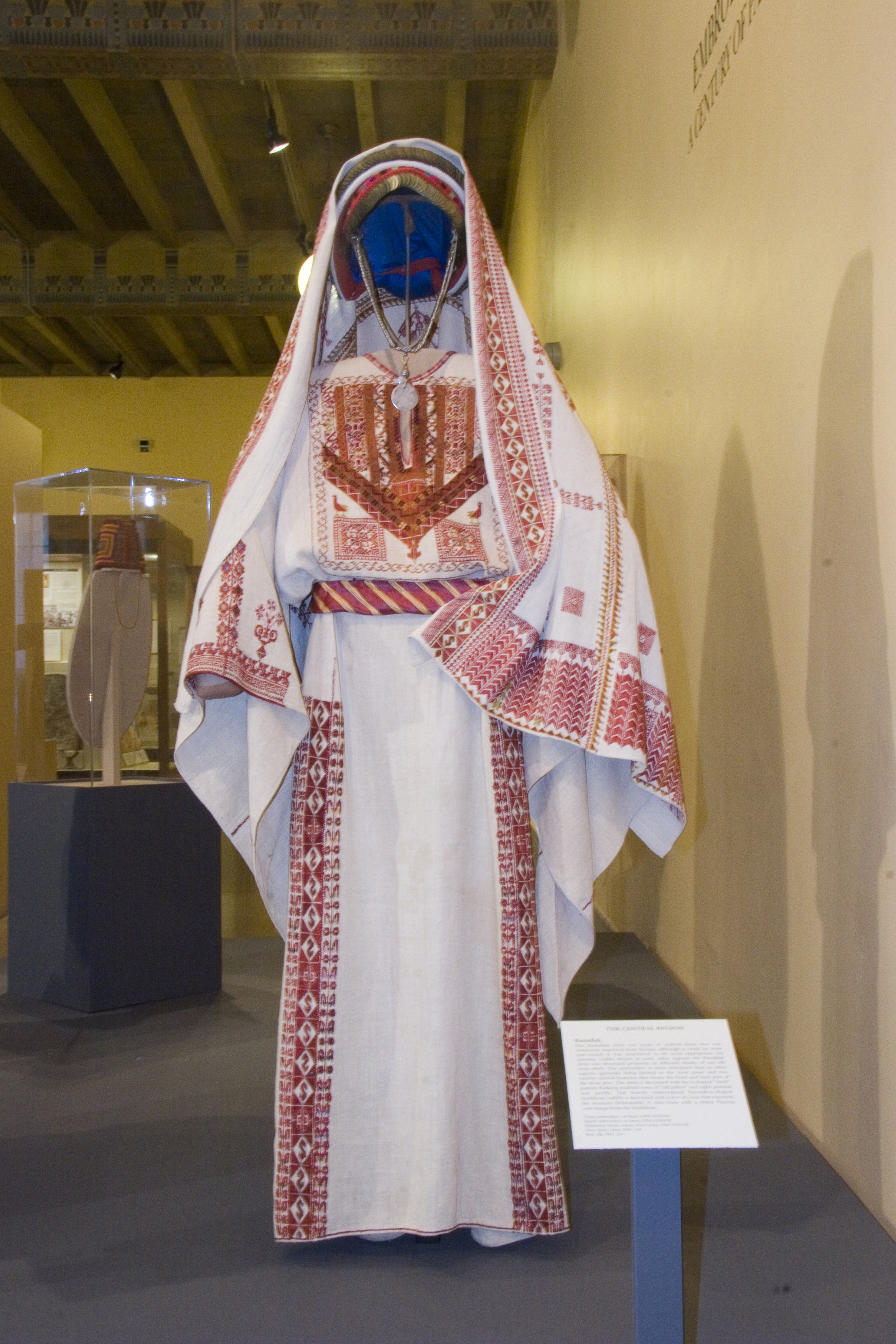
الزي الشعبي من منطقة رام الله، يتكون من ثوب وغطاء للرأس مطرزين بالحرير الأحمر

اللباس التقليدي الفلسطيني أو الأزياء الفلسطينية جزء من ثقافة الشعب الفلسطيني وتراثه الشعبي على امتداد تواجده في فلسطين التاريخية، بحيث يمثل كل ثوب جزء من هذه الثقافة سواء كانت مدنية أو فلاحية أو بدوية. كذلك تمثل الأزياء النسائية في بعض الأحيان مدن فلسطينية محددة عن سواها من المدن الأخرى. ويرتبط تراث فلسطين بتنوع جغرافيتها، فالتراث في المناطق الجبلية يختلف عنه في المناطق الساحلية وفي الصحراوية، فكل منطقة لها تراث خاص بها وعادات وتقاليد تميزها عن غيرها.
حيث كانت النساء تقوم بتطريزه لوحدها أو جمعات مع الجارات

## نبذة تاريخية

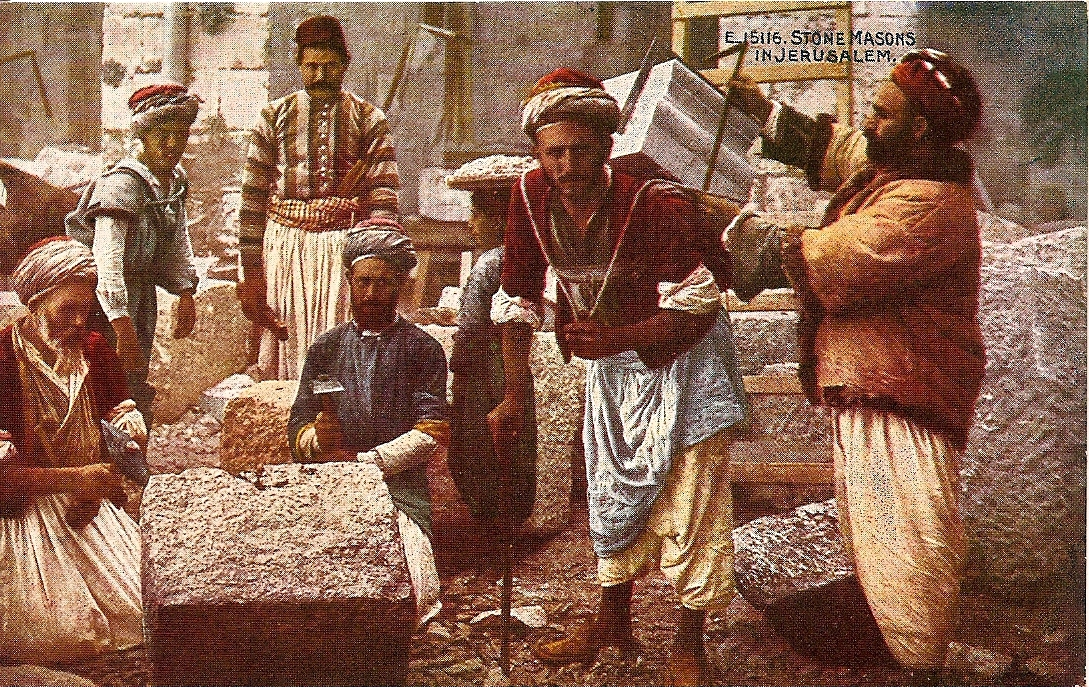
ملابس عمال الحجر في القدس في القرن التاسع عشر

يعتبر الزي الشعبي الفلسطيني جزءاً من الزي الشعبي لبلاد الشام، فالزي هنا مشابه لبقية المناطق الشامية مع اختلافات في طريقة التطريز أو الألوان بالنسبة للزي النسائي. يشكل التراث الفلسطيني نتاج حضاري عبر آلاف السنين، وهو تراكمات السنين وتعب الجدات والأمهات منذ أيام الكنعانيين.
وخلال السنوات الماضية، أدخلت تعديلات كثيرة على عالم التطريز الفلسطيني، وتم صنع عشرات القطع الحديثة المطرزة لتناسب مختلف الأذواق، ولم يعد الأمر يقتصر على الأثواب فقط.

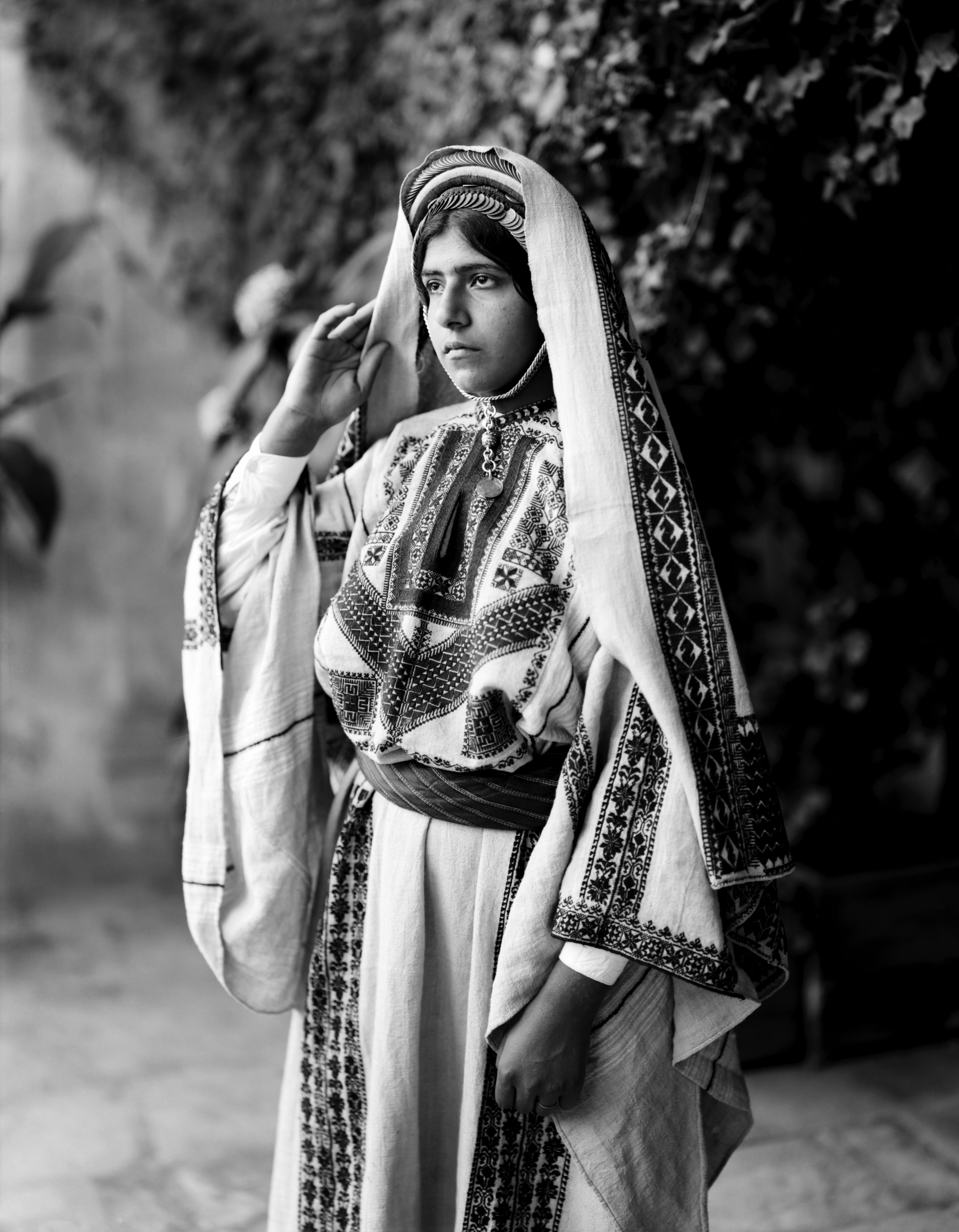
ثوب فلسطيني من مدينة رام الله

تحظى الأثواب الفلسطينية، باهتمام عالمي متزايد، وتنشط مؤسسات فلسطينية، ونساء فلسطينيات، وأجنبيات، وحتى تجار إسرائيليون، في ترويج الأثواب الفلسطينية، على مستوى عالمي، حيث يزداد الطلب على المطرزات التي تعود إلى زمن الكنعانيين.
كتب الكثير من المسافرين إلى فلسطين خلال القرن التاسع عشر والعشرين عن الأزياء التقليدية الفلسطينية وخاصة الثوب الفلاحي النسائي في الريف الفلسطيني. وتكاد تمتاز كل مدينة فلسطينية عن الأخرى بنوع التطريز مثل بيت لحم والقدس ويافا وغزة.
حتى الأربعينيات من القرن الفائت، كانت زي المرأة يعكس الوضع الاقتصادي، وما إذا كانت المرأة متزوجة أو عزباء. كما كانت كل مدينة أو منطقة تمتاز بالتطريز ونوع القماش والألوان والقطع والدوافع، أو عدمها، وتستخدم للفستان. ورغم هذه الاختلافات المحلية والإقليمية التي اختفت إلى حد كبير بعد عام 1948 ونزوح الفلسطينيين، الا انه لا يزال التطريز والملابس الفلسطينية تنتج في أشكال جديدة إلى جانب الثياب الإسلامية والموضات الغربية.

## الأصول

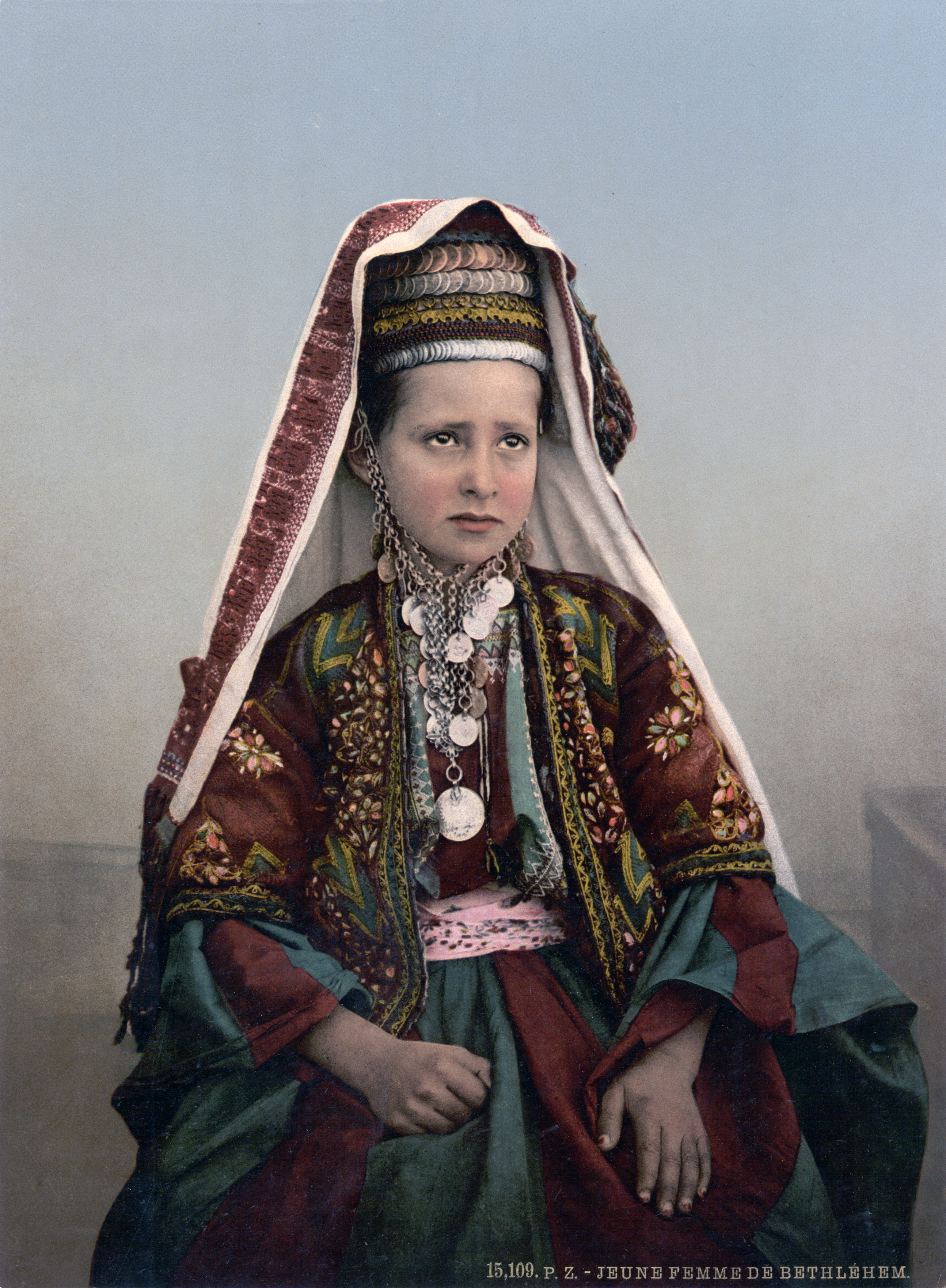
فتاة فلسطينية من بيت لحم ترتدي زيًا سوريا العثمانية بين عامي 1890 و1900

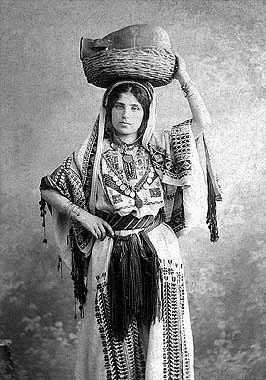
صورة فوتوغرافية التقطها خليل رعد لامرأة ترتدي الزي التقليدي الفلسطيني لمدينة رام الله عام 1920

ويشير جيف إمبرلينج مدير معهد دراسة الثقافات القديمة إلى أن الملابس الفلسطينية من أوائل القرن التاسع عشر وحتى الحرب العالمية الأولى تظهر "آثار أنماط مماثلة من الملابس الممثلة في الفن منذ أكثر من 3000 عام".
ترى حنان منير وهي جامعة وباحثة في الملابس الفلسطينية أمثلة على الملابس الفلسطينية البدائية في القطع الأثرية من أواخر العصر البرونزي الشامي (1500 قبل الميلاد) مثل اللوحات المصرية التي تصور الكنعانيين في ملابس على شكل حرف أيه. يقول منير أنه في الفترة من 1200 قبل الميلاد إلى 1940 ميلادية كانت جميع الفساتين الفلسطينية مقطوعة من أقمشة طبيعية على شكل خط أيه مماثل بأكمام مثلثة. هذا الشكل معروف لدى علماء الآثار باسم "الرداء السوري" ويظهر في القطع الأثرية مثل نقش العاج من مجدو الذي يعود تاريخه إلى عام 1200 قبل الميلاد.
في كتاب فلسطين : القديمة والحديثة (1949) الذي أصدره متحف أونتاريو الملكي للآثار كتبت وينيفريد نيدلر أنه "لم ينجُ أي ملابس حقيقية من فلسطين القديمة وأن الأوصاف التفصيلية مفقودة في الأدبيات القديمة". من حيث طولها وامتلائها واستخدامها للأنماط تحمل هذه الملابس الحديثة تشابهًا عامًا مع أزياء شعوب غرب آسيا التي شوهدت في الآثار المصرية والآشورية القديمة. وقد ورد ذكر لباس بنات صهيون في إشعياء 3 : 22-24 :
في ذلك اليوم ينزع سيدي زينة الخلخال والأساور والأهلة.من أقراط الأذن والأساور والحجابات والعمائم والأساور والأحزمة والتعويذات والتمائم والخواتم وخواتم الأنف والثياب الاحتفالية والعباءات والشالات والحقائب وفساتين الدانتيل والسترات الكتانية والأوشحة والعباءات.

ويشير هذا إلى أن أزياء المدن النسائية في زمن إشعياء ربما كانت تشبه الزي الريفي الفلسطيني الحديث.
يستشهد نيدلر أيضًا بقطع أثرية محفوظة جيدًا من الأزياء من أواخر العصر الروماني المصري تتكون من "ملابس كتان فضفاضة مع أشرطة منسوجة منقوشة من الصوف والأحذية والصنادل وقبعات الكتان" على أنها قابلة للمقارنة بالأزياء الفلسطينية الحديثة.[6]

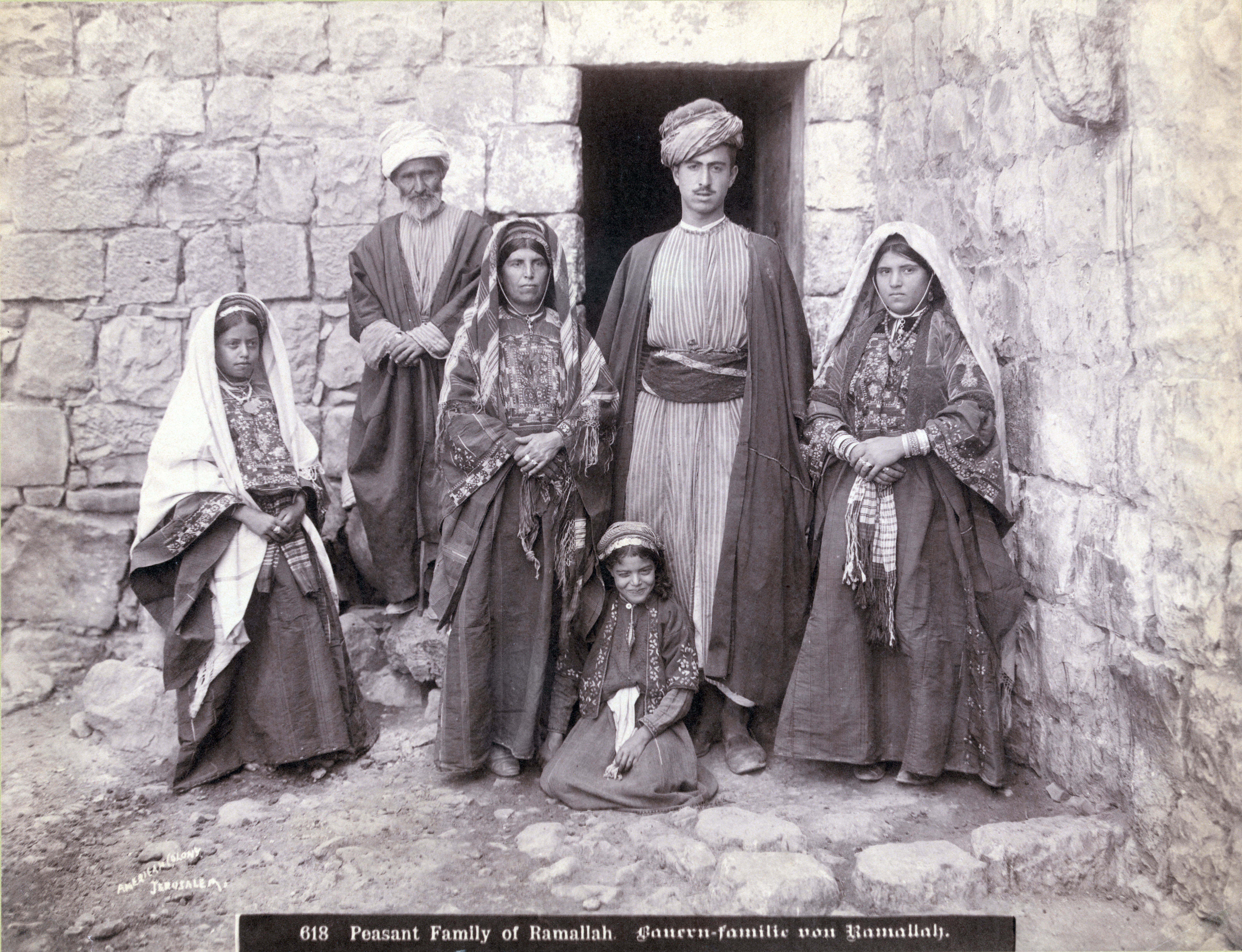
عائلة في رام الله حوالي عام ١٩٠٠

أصبح التحول من التصاميم المنسوجة إلى التصاميم المطرزة ممكناً بفضل التصنيع الحرفي للإبر الدقيقة في دمشق في القرن الثامن. كما توجد أقسام مطرزة من الثياب مثل قطعة الصدر المربعة (القبة) واللوحة الخلفية المزخرفة (الشنيار) المنتشرة في الثياب الفلسطينية في أزياء القرن الثالث عشر في الأندلس. كانت كل قرية في فلسطين تحمل زخارف تعمل كعلامات تعريفية للنساء المحليات. تشمل الأنماط الشائعة النجمة ذات الثمانية رؤوس والقمر والطيور وأوراق النخيل والسلالم والماسات أو المثلثات المستخدمة كتمائم لدرء العين الشريرة.

### التنوع الاجتماعي والجنساني
تقليديا قسم المجتمع الفلسطيني إلى ثلاث مجموعات : القرويين وسكان المدن والبدو. وعكست الأزياء الفلسطينية اختلافات في الحراك الجسدي والاجتماعي الذي يتمتع به الرجال والنساء في هذه المجموعات المختلفة في المجتمع الفلسطيني.
كان القرويون الذين يشار إليهم في اللغة العربية بالفلاحين يعيشون في عزلة نسبية لذا كانت تصميمات الأزياء القديمة والأكثر تقليدية هي الأكثر شيوعًا في ملابس نساء القرية. كانت خصوصية تصاميم القرى المحلية بحيث "كان من الممكن استنتاج قرية المرأة الفلسطينية من التطريز على فستانها."
لقد زادت قدرة أهل المدن على الوصول إلى الأخبار بالادين على التأثيرات الخارجية وهو ما انعكس بشكل طبيعي أيضًا في الأزياءحيث أظهرت أزياء المدينة طبيعة أكثر تقلبًا من أزياء القرية. بحلول أوائل القرن العشرين كانت النساء (والرجال) الأثرياء في المدن قد تبنوا بشكل أساسي الملابس الغربية. وتتذكر غادة كرمي في سيرتها الذاتية كيف كانت الخادمات فقط وهن نساء من القرية المحلية في أربعينيات القرن العشرين في حي القطمون العربي الغني في القدس يرتدين الملابس الفلسطينية التقليدية.
وبسبب نمط حياتهم البدوي كانت أزياء البدو تعكس انتماءاتهم القبلية وليس انتماءاتهم إلى منطقة جغرافية محددة.
كما هو الحال في معظم أنحاء الشرق الأوسط كانت ملابس الرجال أكثر تناسقاً من ملابس النساء.

### النسيج والأقمشة
إنتجت الأقمشة الصوفية للاستخدام اليومي من قبل النساجين في مجدل وبيت لحم ورام الله والقدس. يمكن أن يكون الصوف من الأغنام أو الماعز أو الإبل. كان النسيج بين البدو وما زال يحصل بشكل تقليدي من قبل النساء لإنشاء الأدوات المنزلية مثل الخيام والسجاد وأغطية الوسائد. قاموا بغزل الخيوط من صوف الأغنام ثم صبغها بأصباغ طبيعية ونسجها في نسيج قوي باستخدام نول أرضي.
كان الكتان المنسوج على أنوال يدوية والقطن من الأقمشة الأساسية للملابس المطرزة. ومع ذلك لم يكن القطن مستخدمًا على نطاق واسع حتى نهاية القرن التاسع عشر عندما بدأ استيراده من أوروبا. يمكن ترك الأقمشة بدون ألوان أو صبغها بألوان مختلفة والأكثر شعبية هو اللون الأزرق الداكن باستخدام صبغة النيلي والبعض الآخر يكون باللون الأسود والأحمر والأخضر. في عام 1870 كان هناك عشرة ورش صباغة في حي مورستان في القدس ويعمل بها حوالي 100 رجل.
وفقًا لشيلاغ وير كان يُعتقد أن اللون الذي ينتجه النيلي ( النيله ) يقي من العين الشريرة وكان يُستخدم كثيرًا في صناعة المعاطف في الجليل والفساتين في جنوب فلسطين. كما أستخدم القطن الثقيل المصبوغ باللون النيلي في صنع السيروال أو شروال وهي سراويل قطنية يرتديها الرجال والنساء وكانت فضفاضة من الخصر إلى الأسفل ولكنها مصممة بشكل ضيق حول الساقين أو الكاحلين. كلما كانت المنطقة أكثر ثراءً كان اللون الأزرق الناتج أغمق ويمكن غمس القماش في الحوض وتركه ليجف ما يصل إلى تسع مرات. كانت الفساتين ذات التطريز الثقيل والمعقد والتي غالبًا ما توصف بأنها "سوداء" مصنوعة من القطن الثقيل أو الكتان ذي اللون الأزرق الداكن جدًا. كان المسافرون إلى فلسطين في القرنين التاسع عشر والعشرين يمثلون مشاهد رعوية لنساء فلاحات يرتدين اللون الأزرق أثناء قيامهن بمهامهن اليومية، في الفن والأدب.
وبسبب المناخ الحار ولأسباب تتعلق بالهيبة كانت الفساتين تُقطع بشكل كبير وخاصة في الجنوب وغالبًا ما كانت تصل إلى ضعف طول جسم الإنسان ويلف الفائض في حزام. بالنسبة للفساتين الأكثر احتفالية في جنوب فلسطين قاموا باستيراد الحرير من سوريا وبعضه من مصر. على سبيل المثال كانت إحدى صيحات الموضة في منطقة بيت لحم هي تداخل خطوط الكتان الأزرق النيلي مع خطوط الحرير.
كانت الموضة في المدن تتبع تلك الموجودة في دمشق سوريا. وقد قام بعض المنتجين في حلب وحماة ودمشق بإنتاج أنماط خاصة للسوق الفلسطينية. كان النساجون في حمص ينتجون الأحزمة وبعض الشالات خصيصًا للتصدير إلى نابلس والقدس.

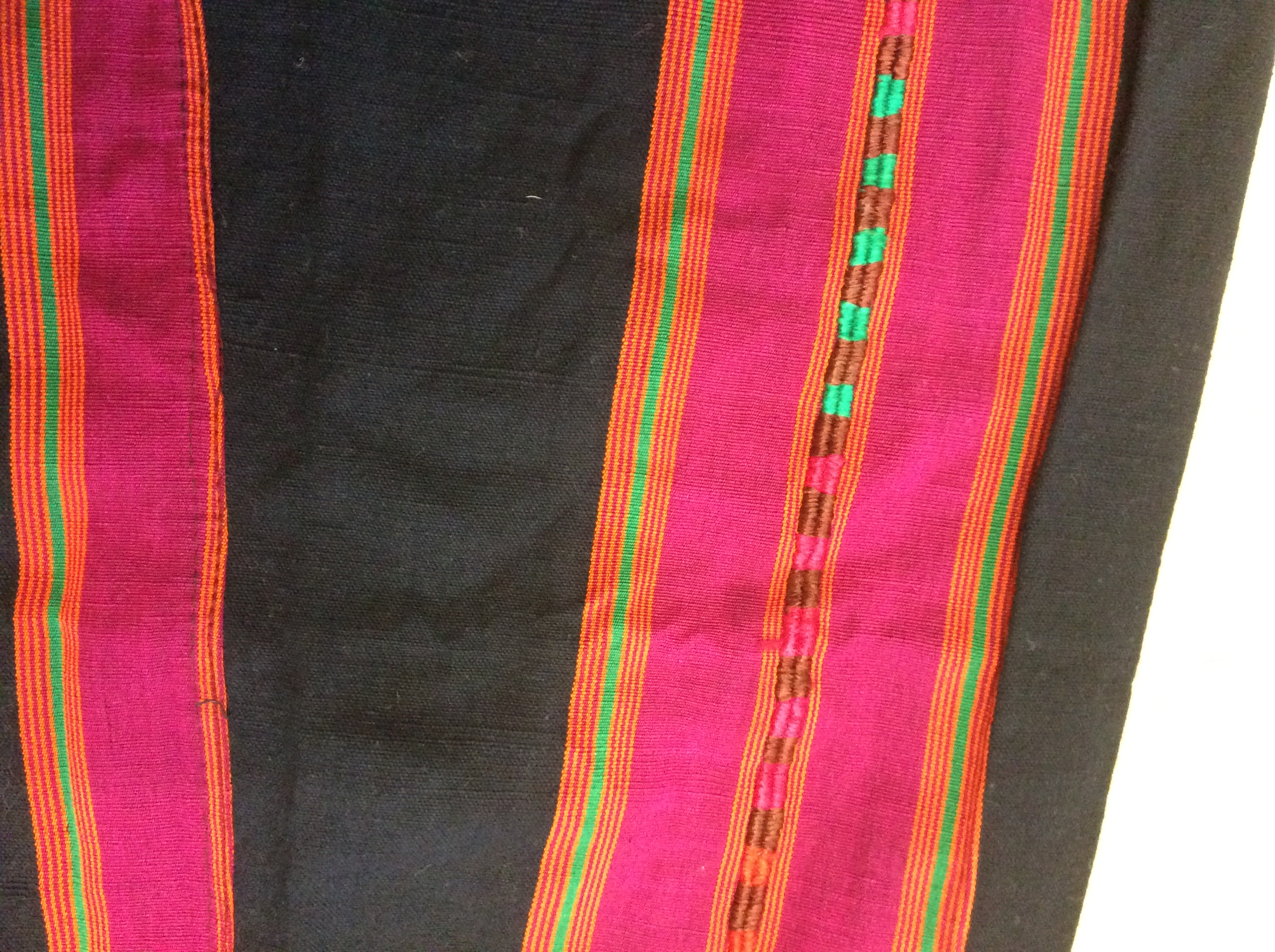
نسج مجدلي غزة في الخمسينيات

كان إنتاج القماش للأزياء التقليدية الفلسطينية وتصديره إلى جميع أنحاء العالم العربي صناعة رئيسية في قرية مجدل المدمرة. كان نسيج المجدلاوي ينتجه نساج ذكر على نول دواسة واحد باستخدام خيوط قطنية سوداء ونيلي مع خيوط حريرية باللون الفوشيا والفيروزي. ومع أن القرية لم تعد موجودة اليوم إلا أن حرفة النسيج المجدلاوي مستمرة كجزء من مشروع الحفاظ على التراث الثقافي الذي تديره منظمة أطفالنا للحرف اليدوية وقرية الفنون والحرف اليدوية في مدينة غزة.

### التطريز الفلسطيني

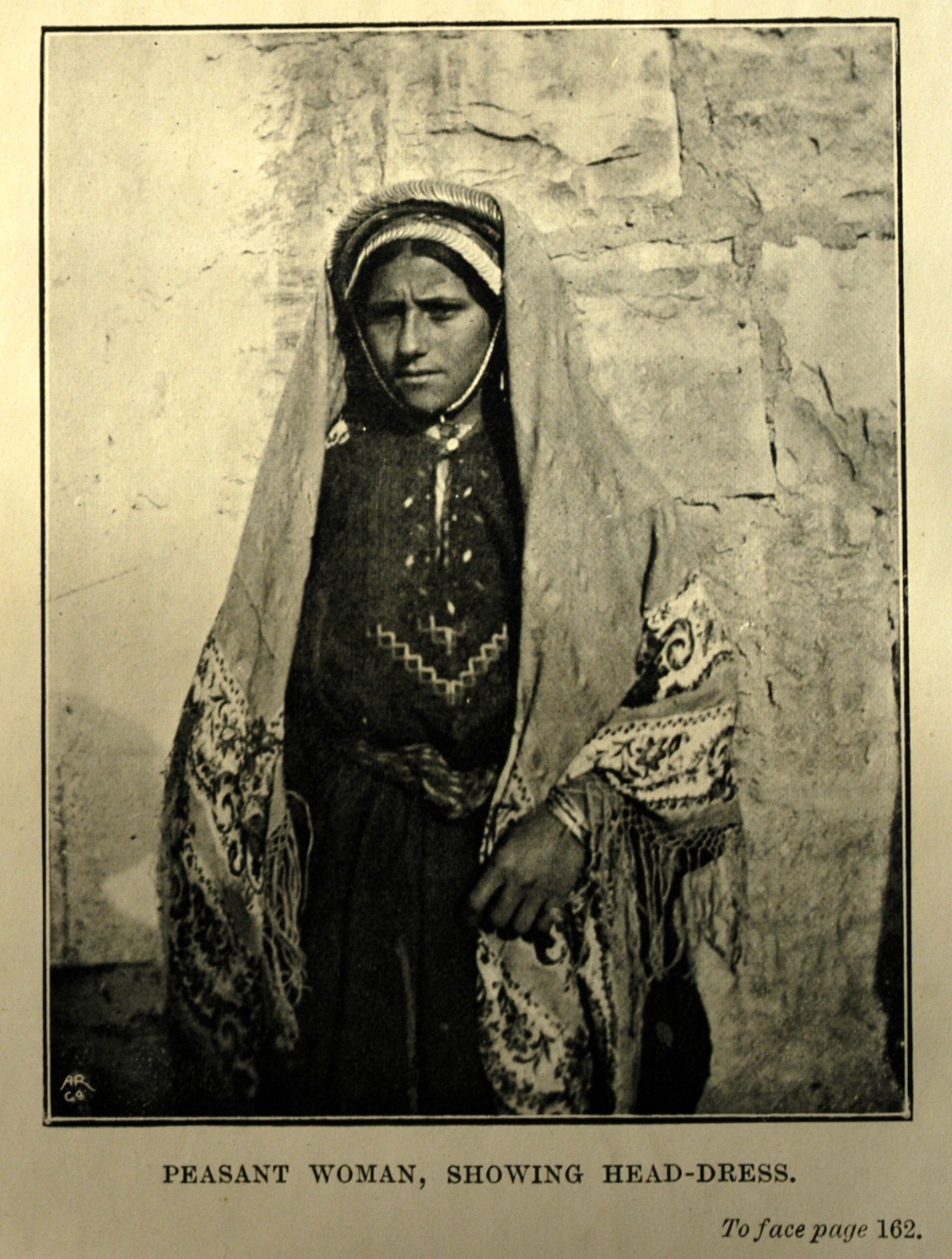
امرأة من القرية ق. 1900

فضلت الزخارف المتنوعة في التطريز والأزياء الفلسطينية نظرًا لتاريخ فلسطين الطويل وموقعها على طرق التجارة الدولية الذي جعلها عرضة لتأثيرات متعددة. قبل ظهور الخيوط المصبوغة صناعياً كانت الألوان المستخدمة تُحدد من خلال المواد المتوفرة لإنتاج الأصباغ الطبيعية : "الأحمر" من الحشرات والرمان و"الأزرق الداكن" من نبات النيلي و"الأصفر" من أزهار الزعفران والتربة وأوراق العنب و"البني" من لحاء البلوط و"الأرجواني" من قشور الموريكس المسحوقة. يكتب شاهين أن استخدام اللون الأحمر والأرجواني والأزرق النيلي والزعفراني يعكس أنظمة الألوان القديمة لساحل الكنعانيين والفلسطينيين وأن اللون الأخضر الإسلامي والأسود البيزنطي كانا إضافات أحدث إلى اللوحة التقليدية. تكتب شيلاغ وير، مؤلفة كتاب الزي الفلسطيني (1989) والتطريز الفلسطيني (1970) أن زخارف التطريز المتقاطع ربما تكون مستمدة من السجاد الشرقي وأن زخارف التطريز ربما تكون لها أصول في ثياب الكهنة المسيحيين أو في أعمال الخيوط الذهبية في بيزنطة. توجد نسخ بسيطة ومصممة من زخارف شجرة السرو (السرو) في جميع أنحاء فلسطين.
قاموا بالعثور على تقاليد التطريز طويلة الأمد في الجليل العلوي والسفلي وفي تلال يهودا وعلى السهل الساحلي. تشير الأبحاث التي أجراها وير حول أنماط توزيع التطريز في فلسطين إلى وجود تاريخ ضئيل للتطريز في المنطقة الممتدة من الساحل إلى وادي الأردن الواقع إلى الجنوب من جبل الكرمل وبحر الجليل وإلى الشمال من يافا ومن نابلس إلى الشمال. تتكون العناصر الزخرفية على ملابس النساء في هذه المنطقة بشكل أساسي من الضفائر والتطريز. "التطريز يدل على قلة العمل" وهو المثل العربي الذي سجله جوستاف دالمان في هذه المنطقة عام 1937 وقد طرح كتفسير محتمل لهذا الاختلاف الإقليمي.
كان تطريز نساء القرية بأنماط محلية مميزة تقليدًا بلغ ذروته في فلسطين الخاضعة للحكم العثماني. كانت النساء يخيطن أشياء تمثل تراثهن وأصولهن وانتماءاتهن. قاموا باستمداد الزخارف من الأشكال الهندسية الأساسية مثل المربعات والوريدات. كانت المثلثات التي كانت تستخدم كتمائم تُستخدم في كثير من الأحيان لدرء "العين الشريرة" وهي خرافة شائعة في الشرق الأوسط. أستخدم كتل كبيرة من التطريز المعقد على لوحة الصدر لحماية منطقة الصدر الضعيفة من العين الشريرة والحظ السيئ والمرض. لتجنب النحس المحتمل من النساء الأخريات قاموا بخياطة عيب في كل ثوب لتشتيت انتباه الناظرين.

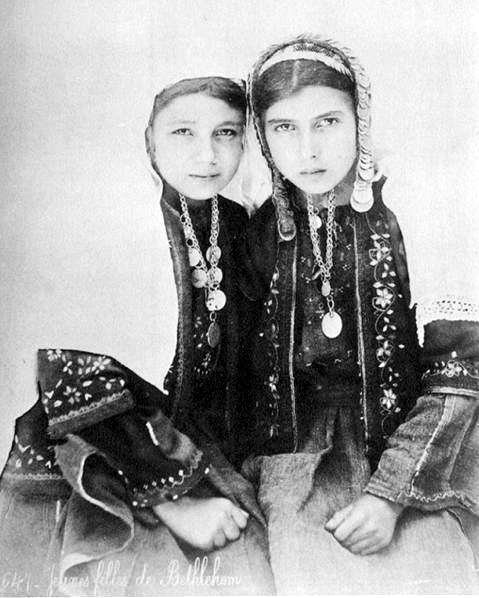
فتيات في زي بيت لحم قبل عام ١٩١٨ بورتريه بونفيس

تبدأ الفتيات في إنتاج الملابس المطرزة وهي المهارة التي تنتقل إليهن عمومًا من جداتهن بدءًا من سن السابعة. قبل القرن العشرين لم تكن أغلب الفتيات الصغيرات يذهبن إلى المدرسة. كانوا يقضون معظم وقتهم خارج الأعمال المنزلية في صنع الملابس غالبًا لجهاز زفافهم (أو إناء ) والذي كان يشمل كل ما يحتاجون إليه من حيث الملابس بما في ذلك الفساتين اليومية والاحتفالية والمجوهرات والحجاب وأغطية الرأس والملابس الداخليةوالأوشحة والأحزمة والأحذية.
في أواخر ثلاثينيات القرن العشرين ساهمت التأثيرات الجديدة التي أدخلتها كتب الأنماط والمجلات الأوروبية في ظهور الزخارف المنحنية مثل الزهور أو الكروم أو ترتيبات الأوراق. وقد أدخلوا زخارف الطيور المزدوجة والتي أصبحت شائعة جدًا في المناطق الفلسطينية الوسطى. وقد زعم جون ويتينج الذي جمع أجزاء من مجموعة متحف الفن الشعبي الدولي أن "أي شيء أحدث من عام 1918 لم يكن تصميمًا فلسطينيًا أصليًا بل كان له مدخلات من كتب الأنماط الأجنبية التي جلبتها الراهبات الأجنبيات والمربيات السويسريات". ويقول آخرون إن التغييرات لم تحدث قبل أواخر ثلاثينيات القرن العشرين عندما كان لا يزال من الممكن العثور على زخارف التطريز المحلية لبعض القرى. ظلت الزخارف الهندسية شائعة في الجليل والمناطق الجنوبية مثل صحراء سيناء.

### ملابس رجالية
كانت بعض المهن مثل رجال القوارب في يافا تتمتع بزيها الخاص الفريد. كان سائقو الخيول أو البغال ( الموكاريس ) الذين كانوا منتشرون على نطاق واسع بين المدن في عصر ما قبل الطرق المناسبة يرتدون سترة قصيرة مطرزة بأكمام طويلة مفتوحة من الداخل وأحذية حمراء وقبعة صوفية صفراء صغيرة مع عمامة ضيقة.

## الجغرافيا
- القدس : اتبعت النخبة المقدسية أزياء دمشق التي كانت بدورها متأثرة بأزياء البلاط العثماني في إسطنبول. استردت الأقمشة من سوريا من خلال العديد من المتاجر المتخصصة في طريق ماميلا. طلبت فساتين الزفاف من حلب وتركيا. منذ بداية القرن العشرين بدأت الطبقات العليا في ارتداء الأنماط الأوروبية.[24]
- الجليل : تكشف المجموعات عن وجود أسلوب مميز لنساء الجليل منذ منتصف القرن التاسع عشر على الأقل. وكان الشكل القياسي عبارة عن معطف (جلاية) وقميص وسروال.[25] لم يستخدم التطريز المتقاطع كثيرًا حيث فضلت النساء أنماط الترقيع ذات الأشكال الماسية والمستطيلة بالإضافة إلى تقنيات التطريز الأخرى.[26][27] في ستينيات القرن التاسع عشر وصف إتش بي تريسترام الأزياء في قريتي البصة وإسفيا بأنها إما "عادية أو مرقعة أو مطرزة بأشكال رائعة وغريبة للغاية".[28] مع بداية القرن العشرين بدأت الأزياء التركية/العثمانية تسيطر: مثل السراويل الفضفاضة وحواف الحبل.[29][30][31] جلبت المواد وخاصة الحرير من دمشق.[32] قبل وصول الأصباغ الأوروبية الثابتة اللون كانت منطقة الجليل منطقة مهمة لزراعة نبات السماق والسماق والتي كانت تستخدم في صنع الأصباغ الزرقاء والحمراء.[33]
- نابلس : كانت فساتين النساء في قرى منطقة نابلس الأقل زخرفة في فلسطين بأكملها.[34][35]

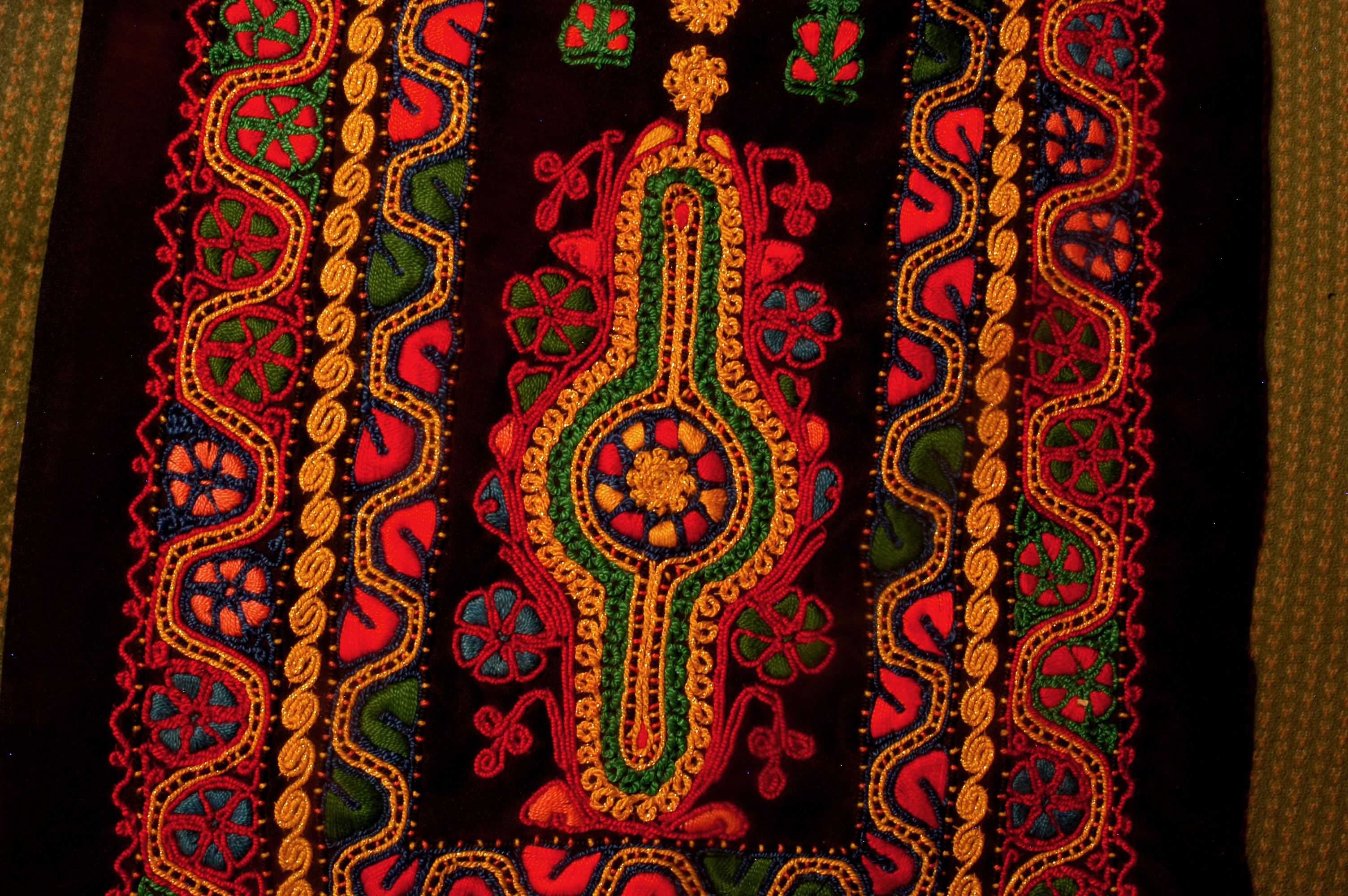
غرزة التبطين الحديثة من بيت جالا المستخدمة تقليديًا على ألواح فستان زفاف ملك

- بيت لحم : تصف وداد قعوار بيت لحم بأنها كانت "باريس فلسطين الوسطى".[36] كانت هذه القرية وبيت جالا المجاور لها معروفين بأعمال الخياطة اليدوية الرائعة. لقد استخدمت هذه التقنية على نطاق واسع في لوحات فساتين زفاف الملك (الملكة). كان فستان الملاك شائعًا بين العرائس من القرى المحيطة بالقدس. حتى أن هذه الألواح بدأت تُنتج تجارياً في بيت لحم وبيت جالا. بين العائلات الأكثر ثراءً كان من المعتاد أن يدفع العريس ثمن فستان الزفاف لذا غالبًا ما أصبح العمل عرضًا للمكانة الاجتماعية.[37][38]
- رام الله : مجموعة متنوعة من النماذج المتميزة المنفذة بدقة.

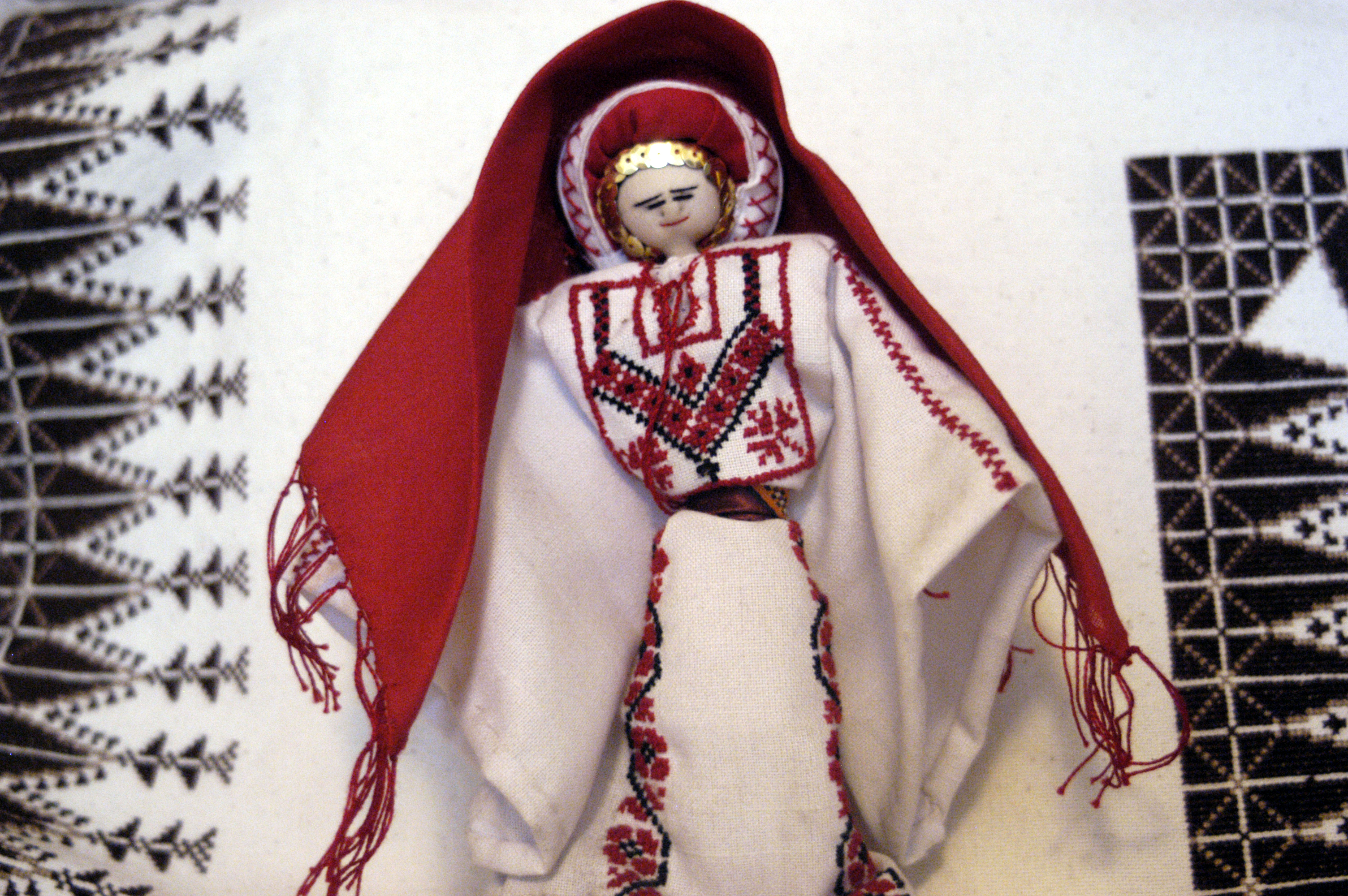
دمية بفستان زفاف نموذجية لمنطقة رام الله كانت مشهورة قبل عام 1948. صنعت بواسطة مشروع واي دبليو سي أيه في جالازون أر سي. ق. 2000.

- كانت قريتا لفتا (بالقرب من القدس ) وبيت دجن (بالقرب من يافا) معروفتين بأنهما من بين أغنى المجتمعات في منطقتهما وكانت المطرزات فيهما من بين الأكثر فنية. عالم أرامكو السعودية: إرث منسوج لغة منسوجة
- كانت مجدل (وهي اليوم جزء من عسقلان) مركزًا للنسيج.

## مميزات الثوب الفلسطيني

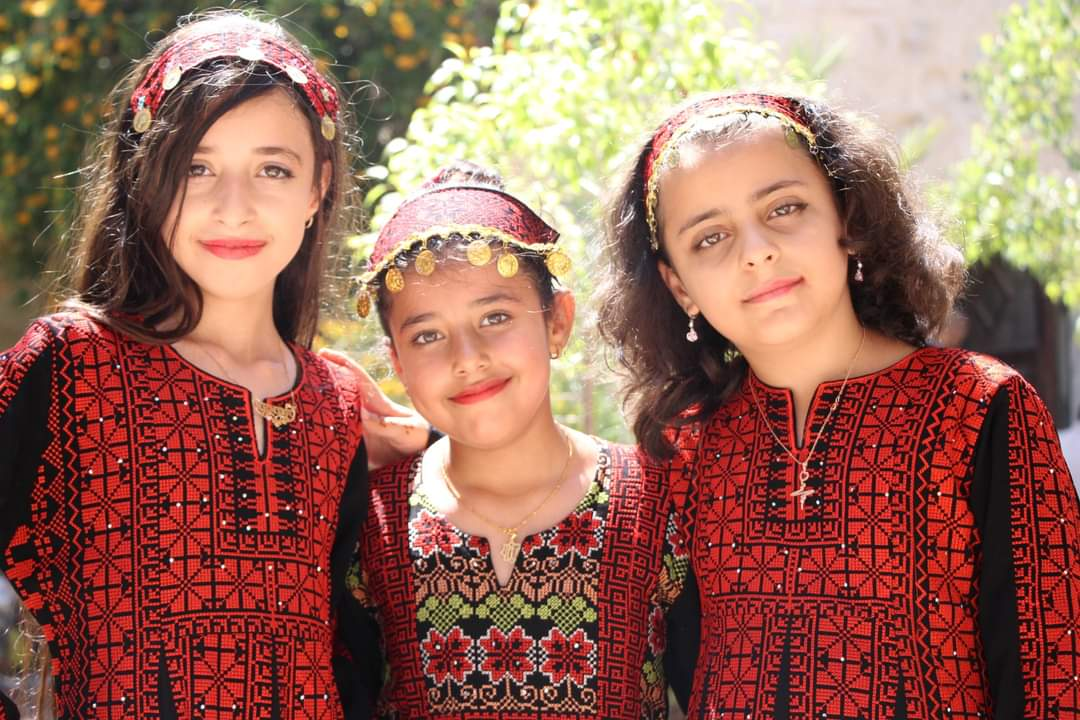
أطفال فلسطينيين في زي الفلسطينية

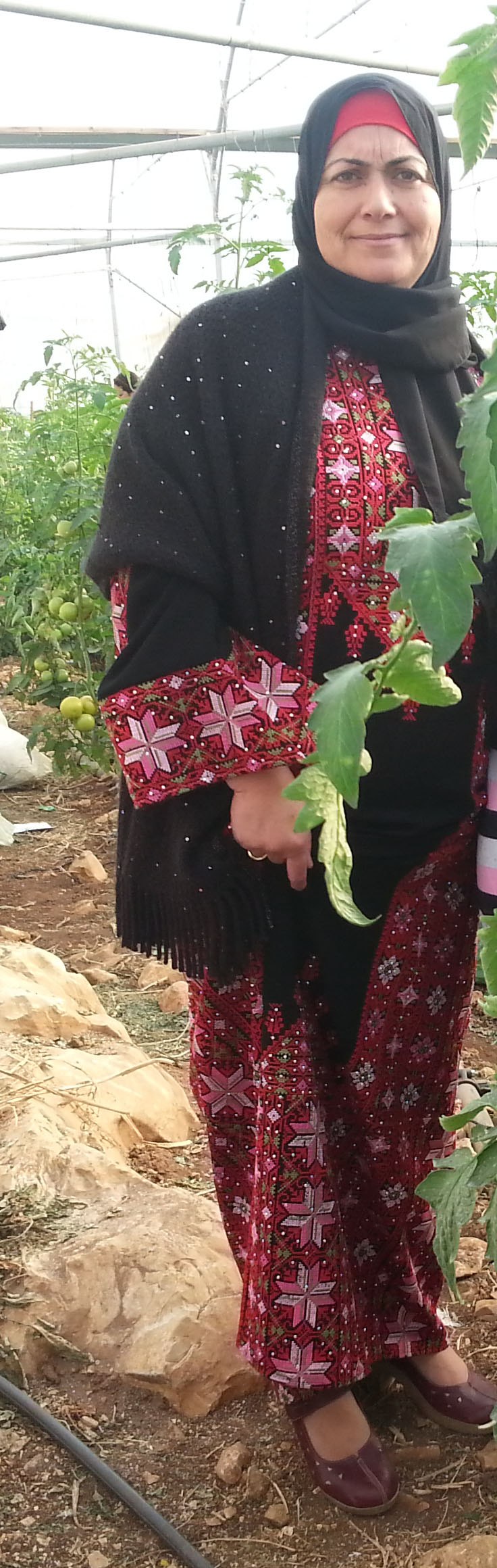
سيدة فلسطينية تردي الثوب الفلسطيني

إن الثوب الفلسطيني يمتاز أيضاً بأن كل منطقة تعبر في ثوبها عن طبيعة سكانها، فمنطقة الساحل على سبيل المثال يمتاز ثوبها بأنه خليط إغريقي ويوناني وساحلي عمومًا، في حين يخلو الثوب الجبلي من التطريز بسبب عمل النسوة في الزراعة وعدم وجود الوقت لديهن للتطريز، بينما يمتاز ثوب منطقة بئر السبع ووسط فلسطين بغزارة التطريز بسبب توفر الوقت.
كما يمكن معرفة زي كل منطقة أيضا من خلال الألوان والزخارف، بدرجاته له الغلبة، فالأحمر النبيذي لرام الله، والأحمر البرتقالي لبئر السبع، والزخارف والتطريز الموجود على كل ثوب تعكس البيئة المحيطة من أشجار وجبال ومعتقدات وتراث.
ويمتاز ثوب أريحا، أقدم مدن الأرض، بالتطريز على طول الثوب والذي يمتد إلى أكثر من ثمانية اذرع ويتثنى لعدة طبقات، أما غطاء الرأس فهو عبارة عن الكوفية الحمراء أو منديل مشجر على شكل عصبة.

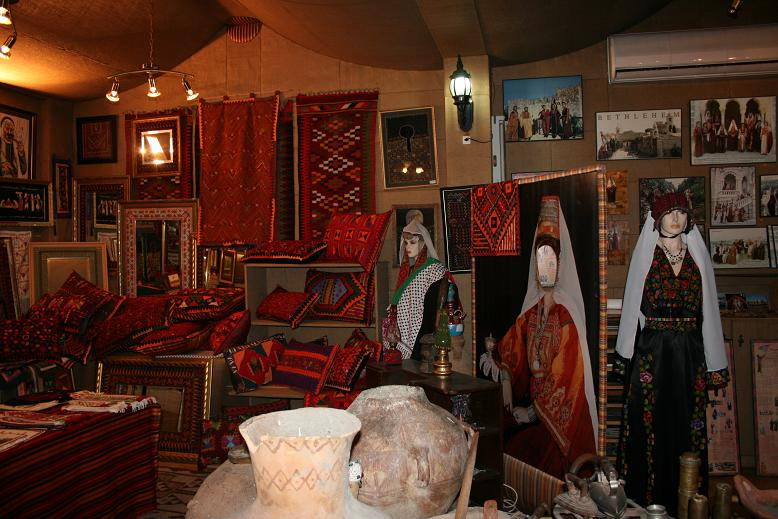
مجموعة من الأزياء الفلسطينية المعروضة في مركز التراث الفلسطيني في بيت لحم

وتعد الأثواب الفلسطينية متنوعة كثيرًا مثل ثوب بيت لحم، وهو أنواع منه ثوب الفلاحة البسيطة الذي يتميز بقطبة على الصدر تسمى –التلحمية- أو القصب، وكذلك ثوب العروس، وقماشه من الحرير المخطط بألوان زاهية ويمتاز بكثافة التطريز على القبة، أما جوانبه فتسمى البنايق وهي على شكل مثلث ومزدان برسومات المشربية والساعة، والأكمام واسعة ومطرزة، والتقصيرة (جاكيت قصير الأكمام) مصنوعة من قماش المخمل ومطرز بخيوط الحرير والقصب.
واللافت خصوصًا في ثوب بيت لحم ذلك غطاء الرأس الطويل المسمى الشطوة والمرصع بالعملة الذهبية والفضة والمرجان، وكانت تتزين به المرأة الفلسطينية بوضعه على الرأس وقت عرسها وهو جزء من المهر المقدم لها. ليست غطاء الرأس الوحيد الذي تضعه المرأة الفلسطينية، فهناك (وقاية الدراهم) التي توضع على الرأس في منطقة الخليل و(العرقية) المزينة بالتطريز وبالعملة الذهبية أو الفضية لمنطقة رام الله إضافة إلى الخرق البيضاء والتي تلبسها كل النساء الفلسطينيات، وهناك الطواقي التي قد تلبس بمفردها.

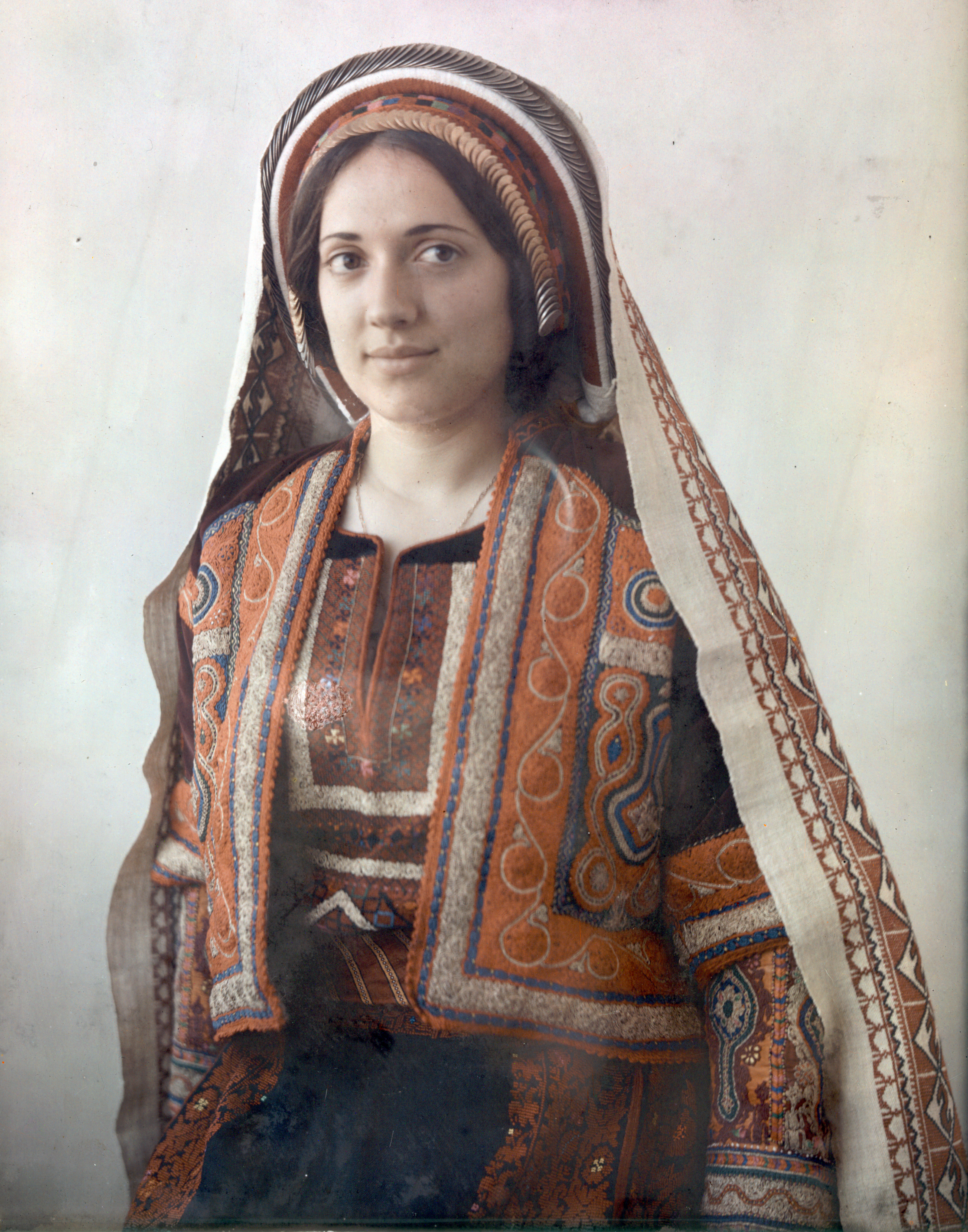
الثوب الفلسطيني

أما بالنسبة لثوب نابلس، فقد كان مماثلاً للباس المستعمل في دمشق ربما بسبب الطبيعة المدنية التجارية للمدينة وعلاقاتها التجارية بدمشق وحلب وبدرجة أقل القاهرة. فكانت النساء يلبسن عباءة سوداء طويلة ويضعن ملاءة تغطي وجوههن، وربما كان هذا التشابه أحد أسباب تسمية نابلس دمشق الصغرى. بالمقابل، كان الثوب في ريف نابلس غنياً بالألوان والتطريز، فنجد مثلاً ثوب رفيديا يكتسب أهميته لأنه مصنوع من خيوط الكتان والحرير ويعود تاريخه إلى عام 1930، ويمتاز بخطوطه الحمراء والخضراء إلى جانب الربطة الخضراء مع الشال المميز لمنطقة شمال نابلس. أما بالنسبة لمناطق شمال الضفة الغربية وبالأخص منطقة جنين، فتمتاز ببساطة ثوبها الأبيض المقلم طوليا بعدة ألوان، ويعود هذا لعمل المرأة الفلسطينية في مجال الزراعة بالريف الفلسطيني منذ زمن بعيد.
أما بالنسبة لصحراء النقب في جنوب البلاد، فيمكن أن يصلح ثوب بئر السبع فيها لحكاية درامية، فالثوب الذي يغلب عليه اللون الأحمر هو للعروس الفلسطينية واللون الأزرق للأرملة، أما التي تتزوج للمرة الثانية فتطرز إلى جانب اللون الأحمر الأزهار وبعض الصور. أما البرقع- غطاء الوجه، المزين بالقطع النقدية الذهبية والفضية، فيستخدم لعدة أسباب، فهو يحمي الوجه من لفح الشمس في الصحراء ومن عسف الرمل، وللحشمة بعد البلوغ ويدل على ثراء وذوق العروس.
أما ثوب القدس، فيمتاز بإنه أكثر ثوب يمتاز بوجود أثر لكل العصور التي مرت على القدس فعلى الصدر توجد قبة ملكات الكنعانيين وعلى الجوانب تظهر طريقة التصليب منذ أيام الحكم الصليبي، كما ويظهر الهلال والآيات القرآنية كدليل علي عودة القدس للحكم الإسلامي العربي. وبشكل عام فإن آثار النكبة تظهر علي الثوب الفلسطيني، إذ يظهر الحزن والحنين من خلال الألوان، من خلال اختفاء الألوان الزاهية مشيرة إلى أن ظهور تطريز الماكينة دليل على عدم اهتمام النساء بالتطريز وعلى الوضع الاقتصادي السيئ.

## عناصر اللباس الفلسطيني
المرأة
- البشنيقة : وهي منديل بـ «أويه» أي بإطار يحيط المنديل بزهور أشكالها مختلفة. وفوق المنديل يطرح على الرأس شال أو طرحة أو فيشة، وهي أوشحة من حرير أو صوف.
- الإزار: بدل العباية، وهو من نسيج كتّان أبيض أو قطن نقي. ثم ألغي وقام مقامه الحبرة.
- الحبرة: قماشة من حرير أسود أو غير أسود، لها في وسطها شمار أو دِكّة، تشدها المرأة على ما ترغب فيصبح أسفل الحبرة مثل تنورة، وتغطي كتفيها بأعلى الحبرة.
- الملاية: أشبه بالحبرة في اللون وصنف القماش، ولكنها معطف ذو أكمام يُلبس من فوقه برنس يغطي الرأس ويتدلى إلى الخصر.

الرجل

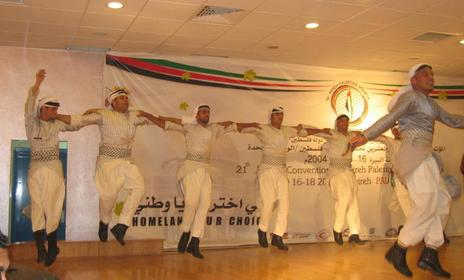
الزي التراثي الفلاحي الفلسطيني، حيث القمباز أهم معالمه

اما الرجل فكان له لباسه التقليدي أيضا:
- القنباز أو الغنباز: يسمّونه أيضاً الكبر أو الدماية، وهو رداء طويل مشقوق من أمام، ضيّق من أعلاه، يتسع قليلاً من أسفل، ويردّون أحد جانبيه على الآخر. وجانباه مشقوقان حتى الخصر. وعند العمل في الحقل والزراعة أو أثناء الدبكة يتم رفع الجنابين ووضعها تحت الحزام الذي يلبسه الرجل فيظهر الشروال الفضفاض الذي يلبس تحته ويسمى رفع الجوانب «تشتيل» وقنباز الصيف من كتّان وألوانه مختلفة، وأما قنباز الشتاء فمن جوخ. ويُلبس تحته قميص أبيض من قطن يسمى المنتيان.
- الدامر: جبة قصيرة تلبس فوق القنباز كمّاها طويلان.
- السلطة: هي دامر ولكن كماها قصيران.
- السروال: طويل يكاد يلامس الحذاء، وهو يُزم عند الخصر بدكة.
- العباية: تغطي الدامر والقنباز، وأنواعها وألوانها كثيرة. ويعرف من جودة قماشها ثراء لابسها أو فقره، ومن أشهر أنواع العباءات: المحلاوية، والبغدادية، والمزاوية العادية، والمزاوية الصوف، والرجباوي، والحمصيّة، والصدّية، وشال الصوف الحراري، والخاشية، والعجمية، والحضرية والباشية.
- البشت: أقصر من العباءة، وهو على أنواع أشهرها: الخنوصي والحلبيّ والحمصيّ والزوفيّ واليوز، والرازي.
- الحزام أو السير: من جلد أو قماش مقلّم قطني أو صوفي. ويسمّون العريض منه اللاوندي.[40]

## الكوفية

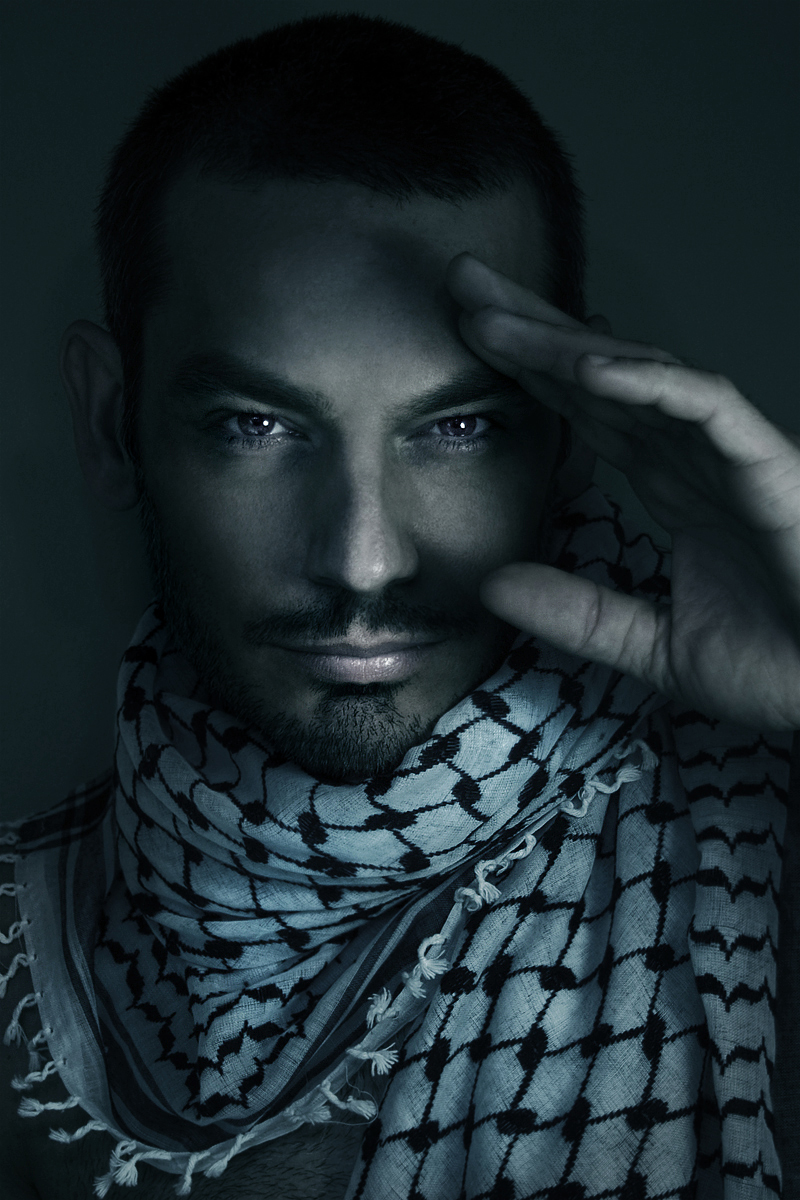
الكوفية الفلسطينية

الكوفية، وتعرف أيضا بالسلك أو الحطة. بلونيها الأبيض والأسود تعكس بساطة الحياة الفلاحية في قرى فلسطين، كما الألوان الترابية لملابس الفلاحين هناك بعيداً عن ألوان حياة المدينة المتباينة والمغتربة عن بعضها.
أصبحت الكوفية البيضاء المقلمة بالأسود اليوم، رمزا وطنيا يرمز لنضال الشعب الفلسطيني في المحافل الدولية.
اعتاد الفلاح أن يضع الكوفية لتجفيف عرقه أثناء حراثة الأرض ولوقايته من حر الصيف وبرد الشتاء، ارتبط اسم الكوفية بالكفاح الوطني منذ ثورة 1936 في فلسطين، حيث تلثم الفلاحون الثوار بالكوفية لإخفاء ملامحهم أثناء مقاومة القوات البريطانية في فلسطين، وذلك لتفادي اعتقالهم أو الوشاية بهم، ثم وضعها أبناء المدن وذلك بأمر من قيادات الثورة آنذاك وكان السبب أن الإنجليز بدؤوا باعتقال كل من يضع الكوفية على رأسه ظنا منهم انه من الثوار فأصبحت مهمة الإنجليز صعبة باعتقال الثوار بعد أن وضعها كل شباب وشيوخ القرية والمدينة.
فقد كانت الكوفية رمز الكفاح ضد الانتداب البريطاني والمهاجرين اليهود وعصاباتهم واستمرت الكوفية رمز الثورة حتى يومنا هذا مرورا بكل محطات النضال الوطني الفلسطيني. مع انطلاقة الثورة الفلسطينية المعاصرة في النصف الثاني من ستينيات القرن الماضي كانت الكوفية مقرونة بالفدائي كما سلاحه وكان أيضاً السبب الرئيسي لوضع الكوفية إخفاء ملامح الفدائي.
منذئذ اقترنت الكوفية عند شعوب العالم باسم فلسطين ونضال شعبها، قوي هذا الاقتران أثناء الانتفاضة الأولى عام 1987 وصولا إلى الانتفاضة الثانية عام 2000. فحتى الآن ما يزال المناضلون يضعون الكوفية لذات الأسباب وذات الأهداف التحررية التي وضعها من أجلها الثوار عام 1936.

## الأحذية
كان سكان المدن الكبرى القدس ويافا والرملة واللد والخليل وغزة ونابلس يرتدون أحذية من جلد الغنم الأبيض الناعم مع توجيه النقطة الأمامية إلى الأعلى : منخفضة القطع لا تزيد عن الكاحل وصفراء للرجال. قبل منتصف القرن التاسع عشر كان غير المسلمين يرتدون أحذية سوداء. كان رجال القرية يرتدون عباءات ذات طراز أعلى مثبتة في الأمام بزر جلدي يوفر الحماية من الأشواك في الحقول. كان البدو يرتدون الصنادل التي يصنعها صانعو الأحذية المتجولون وهم في العادة من اليهود الجزائريين. الاسم العربي للصندل نعل هو نفس الاسم المستخدم في الكتاب المقدس. في المناسبات الخاصة كان رجال البدو يرتدون أحذية حمراء طويلة ذات شرابات زرقاء وكعب من الحديد، جزمت والتي كانت تُصنع في دمشق.

## مجموعات من الأزياء الفلسطينية
وتوجد نماذج من الأزياء الفلسطينية والقطع الأثرية ذات الصلة في العديد من المتاحف والمجموعات العامة والخاصة.

### المجموعات العامة

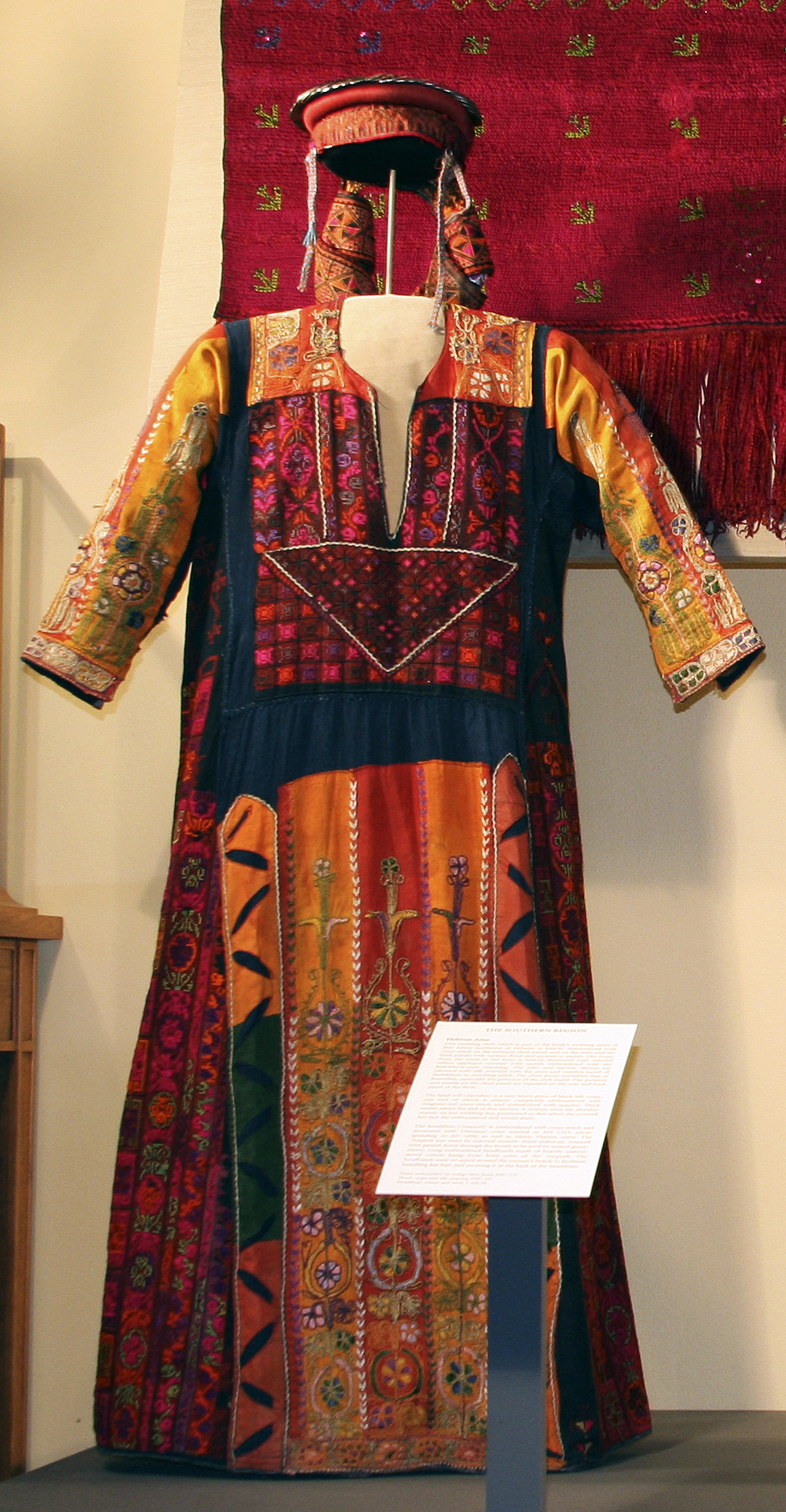
فستان زفاف العروس من بيت جبرين في معرض في المعهد الشرقي بشيكاغو

وفيما يلي قائمة ببعض المجموعات العامة :
- المتحف البريطاني في لندن. يحتفظ المتحف البريطاني بأكثر من 1000 قطعة من الأزياء الفلسطينية التي يعود تاريخها إلى ما قبل عام 1948. ورغم عدم عرضها بشكل دائم، فقد تم عرض أبرز قطع المجموعة في معرض "الزي الفلسطيني" الرئيسي الذي أقامته شيلاغ وير عام 1989. تظل دراسة وير بمثابة المنشور الرائد في مجال الأزياء الفلسطينية التقليدية.
- يضم متحف إسرائيل في القدس واحدة من أكبر مجموعات الأزياء الفلسطينية. في عامي 1986 و1987 أقام المتحف معرضًا رئيسيًا بعنوان "تطريزات من الأرض المقدسة" وفي عام 1988 نشر كتاب زيفا أمير "تطوير ونشر لوحة الصدر لتطريز بيت لحم". مؤرخ فني يتتبع أمير تطور الزخارف (على سبيل المثال المزهرية الزهرية) والانتشار الجغرافي للأنماط. أمير وهو إسرائيلي عمل بشكل وثيق مع السكان المحليين الفلسطينيين في غزة والضفة الغربية.[42]
- يضم معهد لا ماير للفن الإسلامي في القدس أزياءً وتطريزات فلسطينية يعود تاريخها إلى القرنين الثامن عشر والتاسع عشر.[43]
- متحف الفن الشعبي الدولي (أم أوه أي أف أيه) في متحف نيو مكسيكو في سانتا في.[44] قام جون ويتينج باقتناء العناصر الفلسطينية مباشرة من أصحابها وقام بتسجيل مصدر كل منها مما جعل المجموعة غنية بالمعلومات بشكل خاص. هناك العديد من المواد من القرى التي تدمرها/تهجير سكانها في نكبة عام 1948 مثل القبيبة الدوايمة بيت دجنلفتا كفر عنا بيت جبرين والزكريا. يعود تاريخ أقدم العناصر إلى أربعينيات القرن التاسع عشر في حين تشمل الأمثلة اللاحقة فستان زفاف من زكريا ( ق. 1930 )[45] وفستان من يطا ( ق. 1910 ).[46]
- أرشيف أزياء فلسطين في كانبرا أستراليا.[47] جولة مجموعات الأرشيف حول العالم.
- متحف طارق رجب الكويت.[48] يعتمد هذا المتحف على مجموعة خاصة وهو مفتوح للجمهور ويضم مجموعة كبيرة من الأزياء الفلسطينية كما وردت في دراسة جيهان رجب التي صدرت عام 1989 تحت عنوان " الأزياء الفلسطينية".
- الموقع التاريخي لولاية أولانا في هدسون، نيويورك. تُعد مجموعة الأزياء الفلسطينية والسورية الموجودة هنا والتي جمعها فريدريك إدوين تشيرش وزوجته إيزابيل في عامي 1868 و1869 واحدة من أقدم المجموعات الباقية.[49]

### المجموعات الخاصة
- مجموعة وداد قعوار للتراث العربي.[50] مجموعة السيدة وداد قعوار. مجموعة قعوار من الملابس الفلسطينية والأردنية وهي مجموعة خاصة مهمة موجودة الآن في عمان ، الأردن وقد قامت بجولات واسعة النطاق في ثمانينيات القرن العشرين.
- مجموعة عبد السميح أبو عمر القدس. مجموعة خاصة معظمها من القرن العشرين ظهرت في كتاب عمر (1986) : التطريز والمجوهرات الفلسطينية التقليدية.
- مؤسسة التراث الفلسطيني مجموعة منيّر.[51] مجموعة منير هي أكبر مجموعة خاصة في أمريكا وتضم أزياء من معظم المناطق الفلسطينية المعروفة بأزيائها المميزة. وقد عرضت المجموعة في العديد من المتاحف الأمريكية.
- مركز التراث الفلسطيني مركز ثقافي يقع في بيت لحم تأسس عام 1991 على يد مها السقا. يحتوي على مجموعة من الأزياء التقليدية وقد عرض بعضها في المعهد الشرقي في شيكاغو.
- قائمة المجموعات العالمية للأزياء الفلسطينية، من أرشيف الأزياء الفلسطينية

## سرقة الإحتلال الإسرائيلي للتراث الفلسطيني
قامت إسرائيل في العقود المنصرمة بتسجيل أثواب فلسطينية باسمها في الموسوعات العالمية، مثل ثوب عروس بيت لحم المعروف باسم ثوب الملق (الملك) الذي سجلته إسرائيل باسمها في المجلد الرابع من (الموسوعة العالمية). ويعتبر ثوب عروس بيت لحم من أجمل الأثواب الفلسطينية ويتميز بغطاء الرأس المسمى الشطوة، وعليه القطع الفضية والذهبية ومرصع بالمرجان، كذلك لم تسلم الكوفية الفلسطينية من هذه السرقة. قامت مؤخرا شركة الطيران الإسرائيلية (العال) بسرقة الثوب الفلاحي الفلسطيني واقتماصه لموظفات الشركة على متن طائراتها كثوب يعبر عن التراث الإسرائيلي.

## وصلات خارجية
- مجموعة من الأزياء الفلسطينية من مناطق مختلفة في فلسطين - مها السقا على يوتيوب
- خارطة للأثواب الفلسطينية
- الثوب الفلسطيني بصمة وهوية تراثية باقية للأبد - أروى عودة
- الثوب الفلسطيني العملاق.. رسالة إلى العالم وسعي لدخول غينيس
- مؤسسة التراث الفلسطيني
- الكوفية الفلسطينية تحتضر بسبب المنافسة الصينية*

## معرض صور

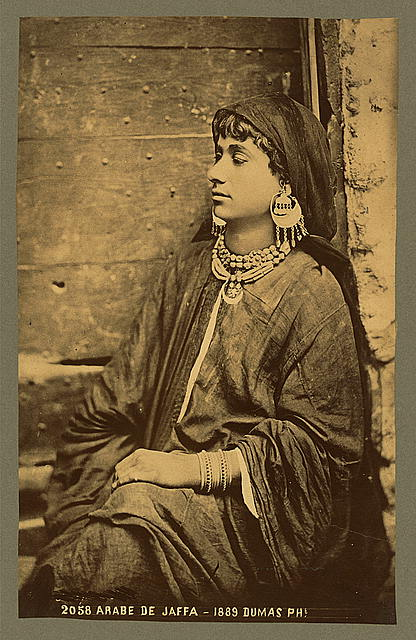
زي من يافا
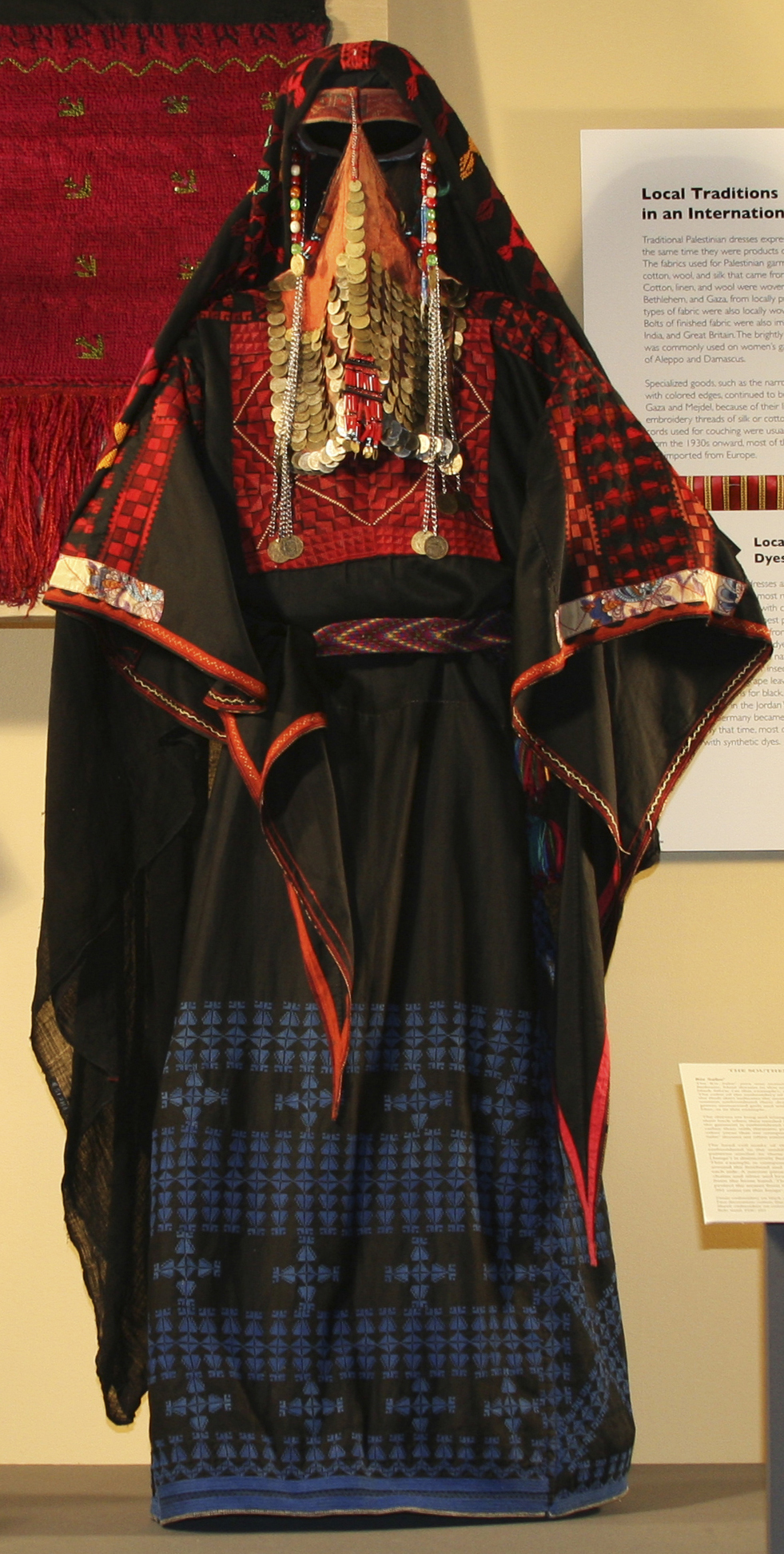
زي بئر السبع
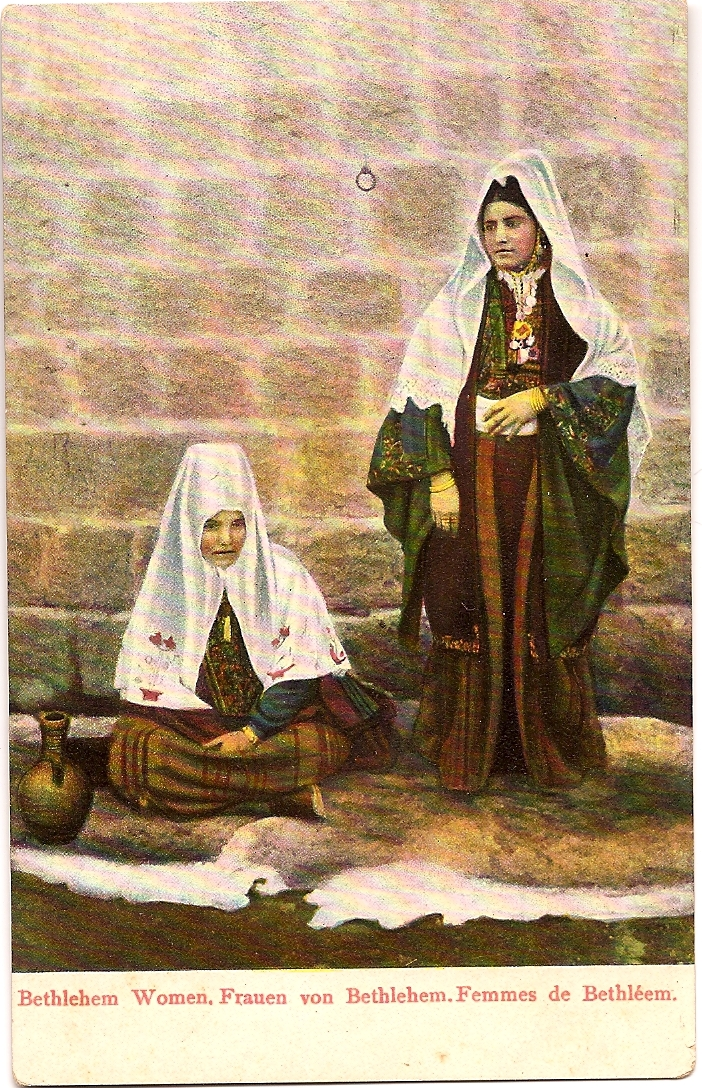
أزياء من بيت لحم
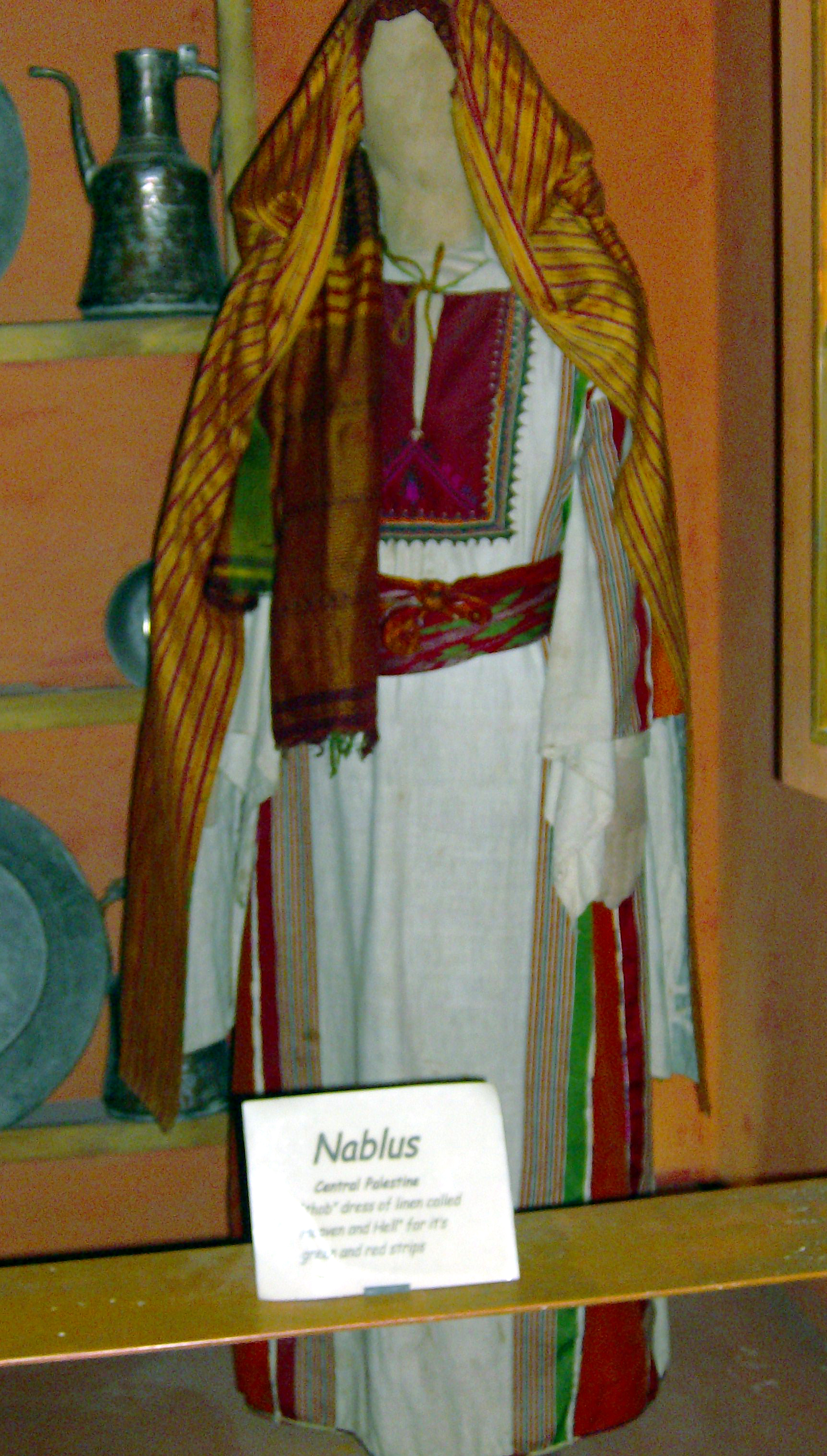
زي من نابلس
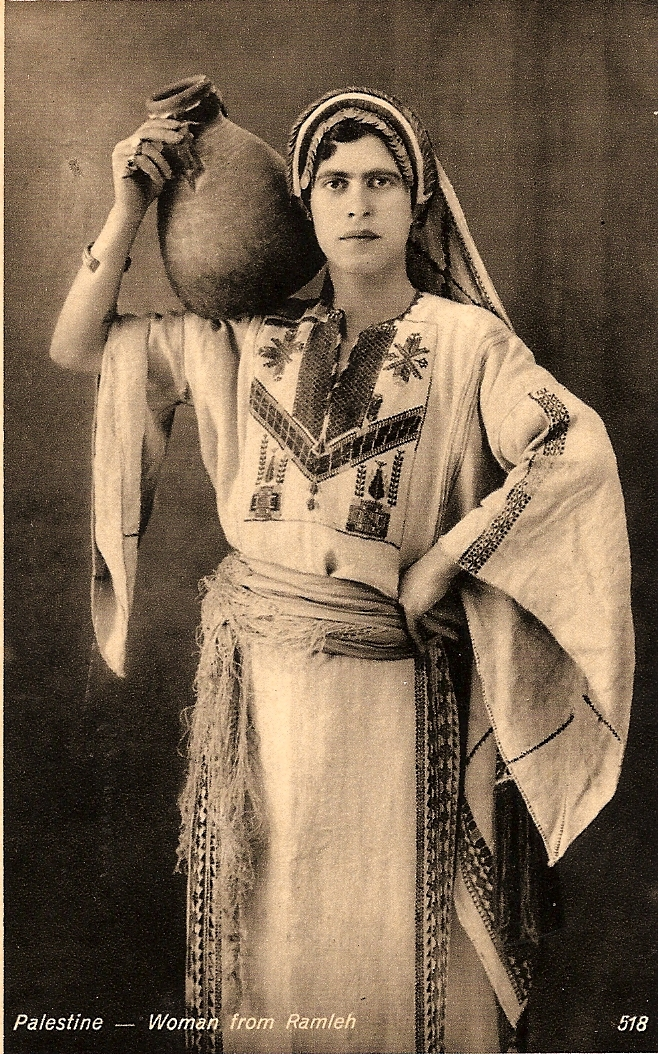
زي من الرملة
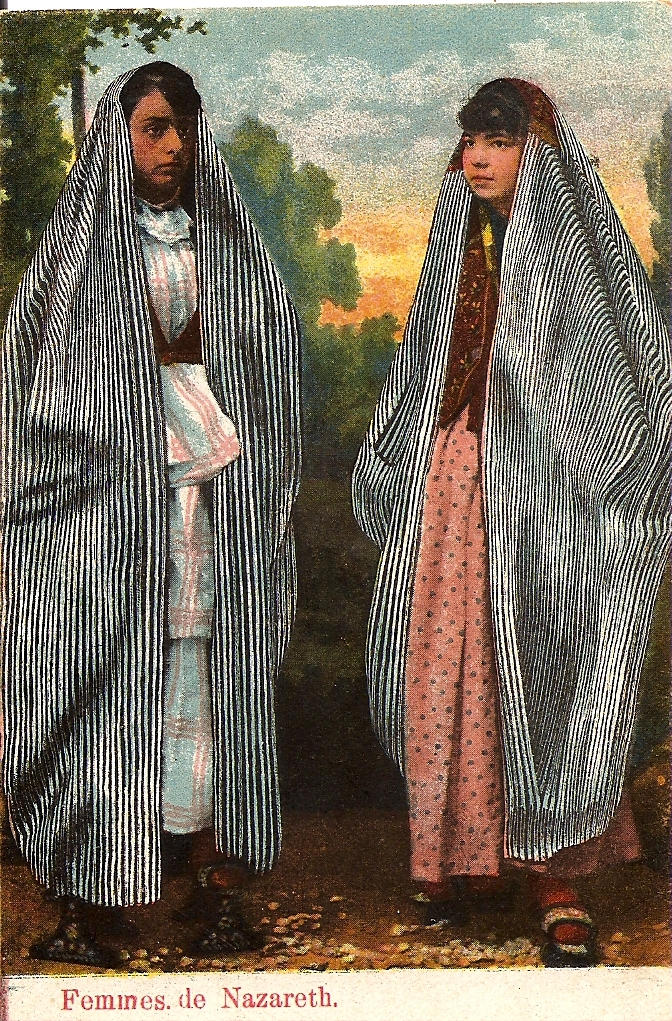
أزياء من الناصرة
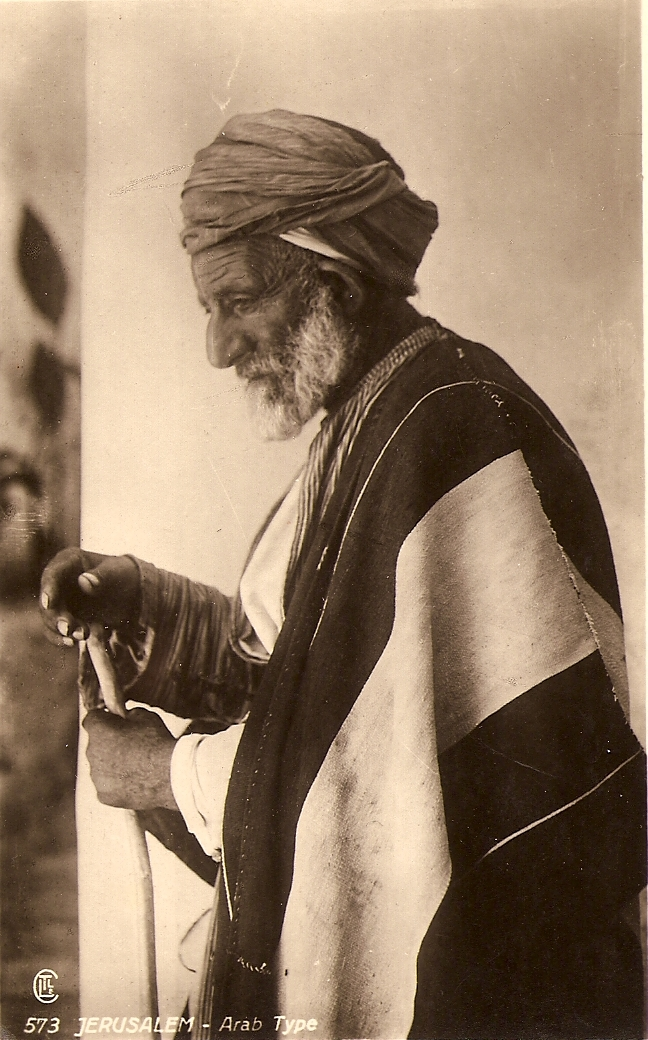
رجل من القدس
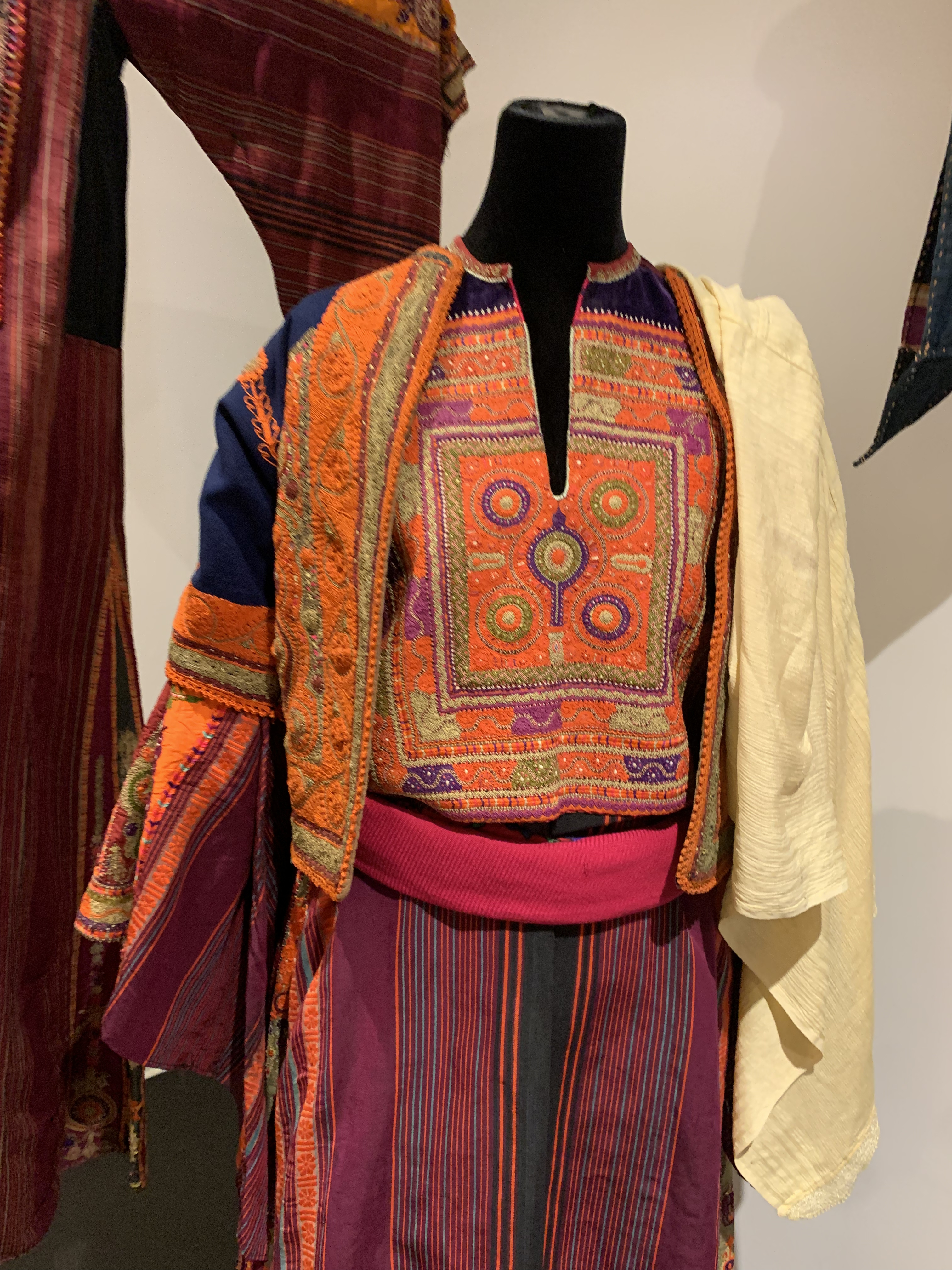
ثوب فلسطيني مطرز يدوياً
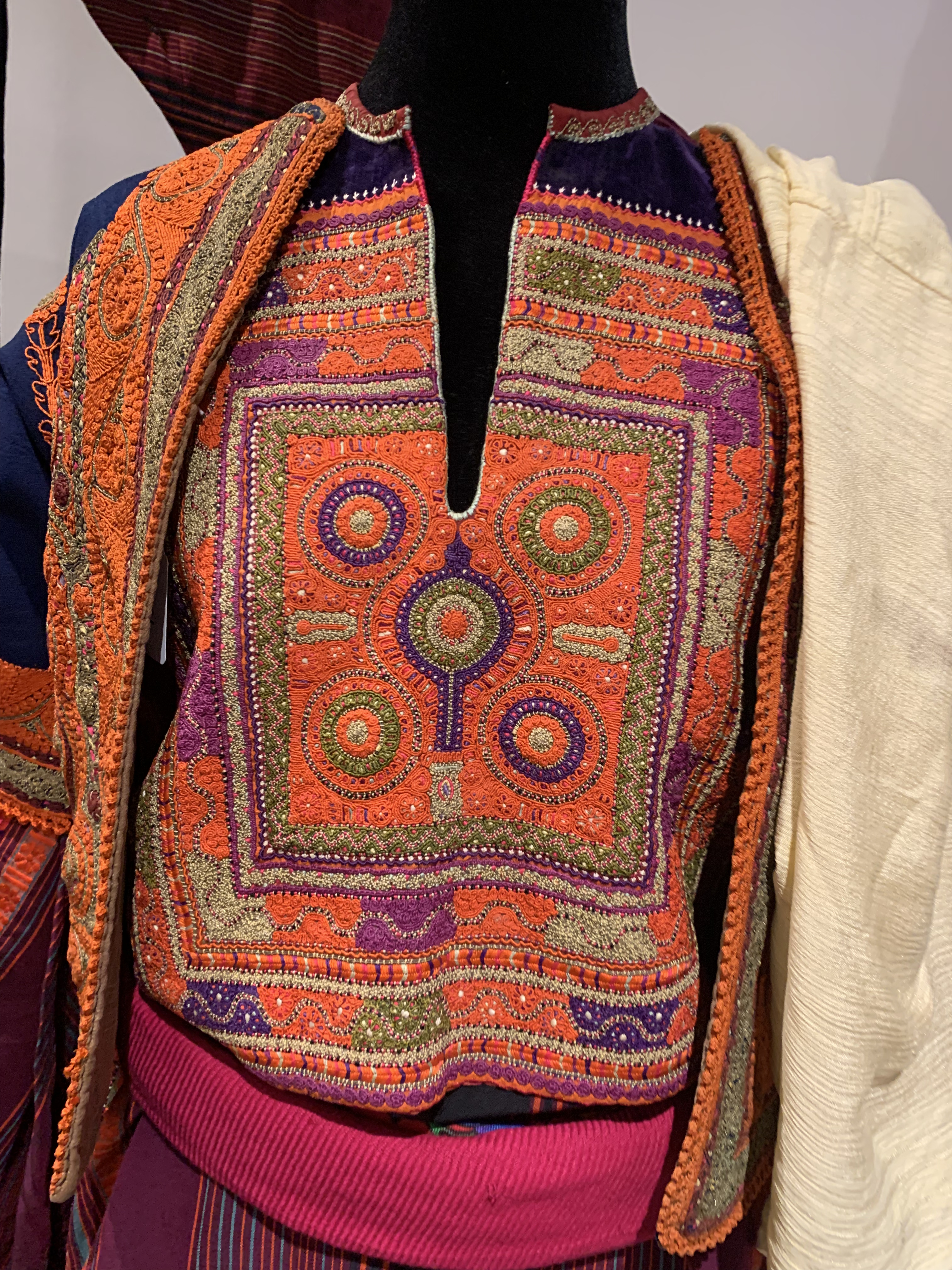
ثوب فلسطيني مطرز يدوياً
- ثوب غباني، ثوب العروس. قماش قطن وحرير. لِفتا وقرى القدس 1920
ثوب غباني, فلسطيني - متحف طراز عمان- الأردن
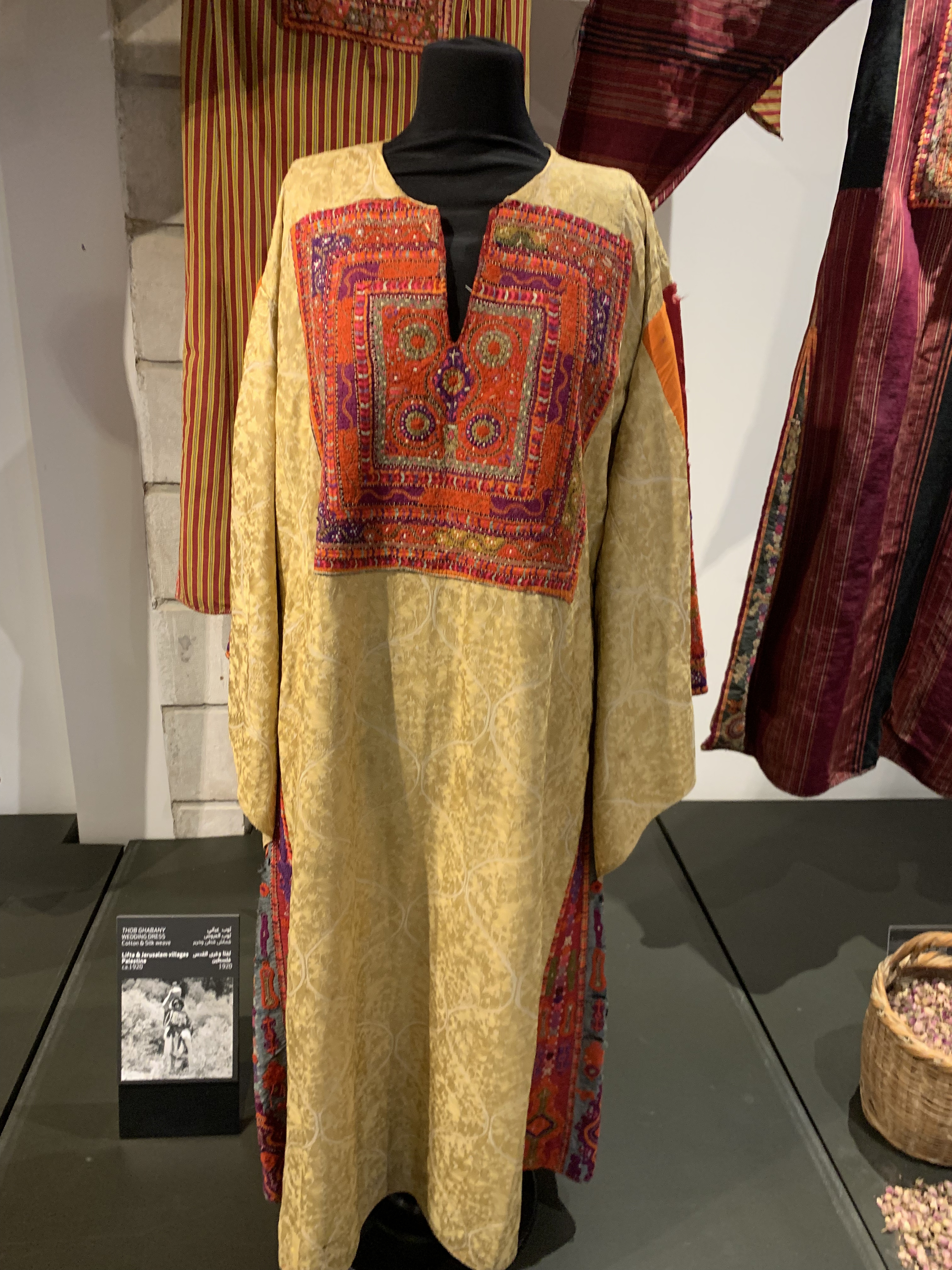
ثوب غباني، ثوب العروس. قماش قطن وحرير. لِفتا وقرى القدس 1920
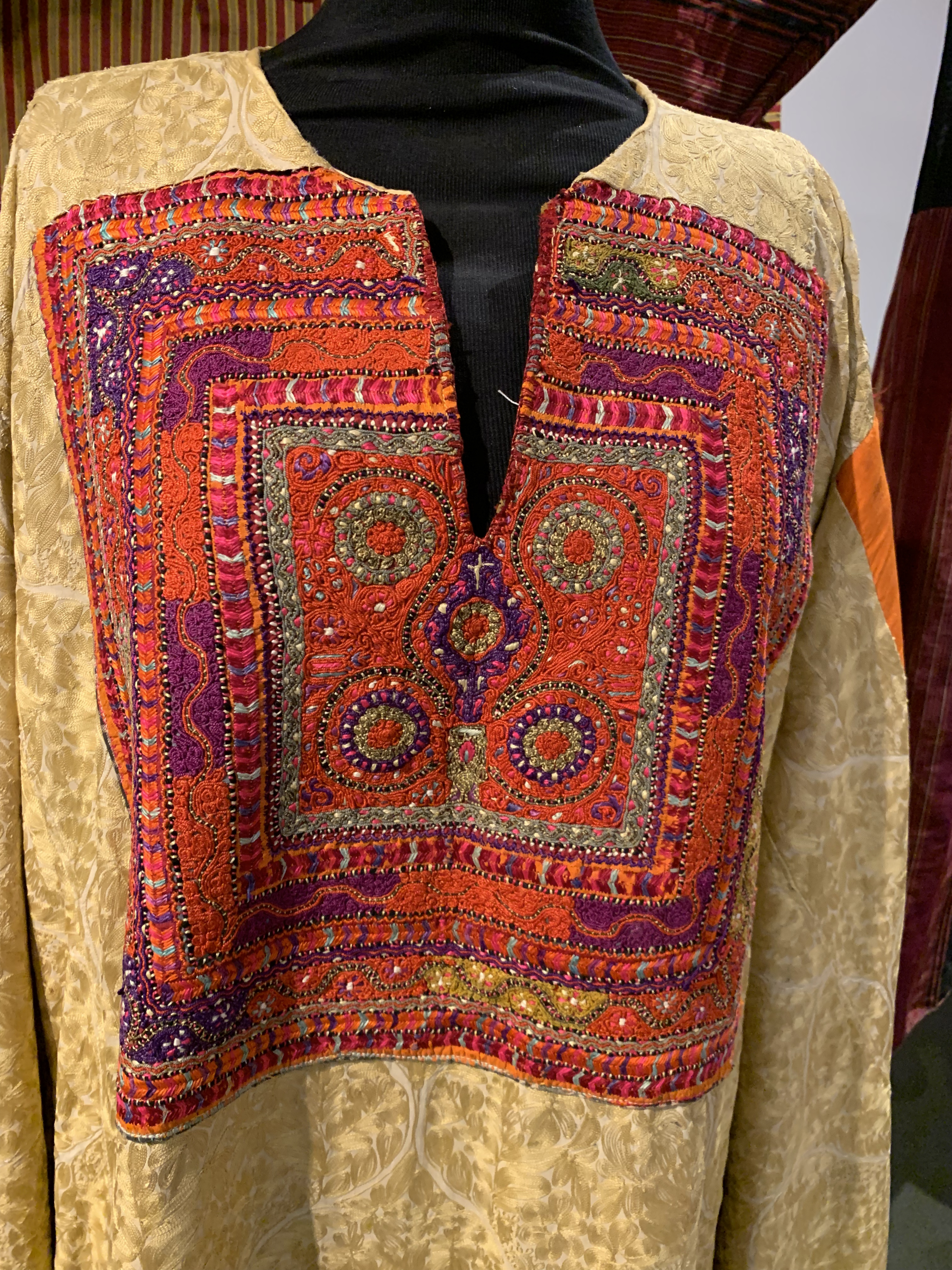
ثوب غباني, فلسطيني - متحف طراز عمان- الأردن
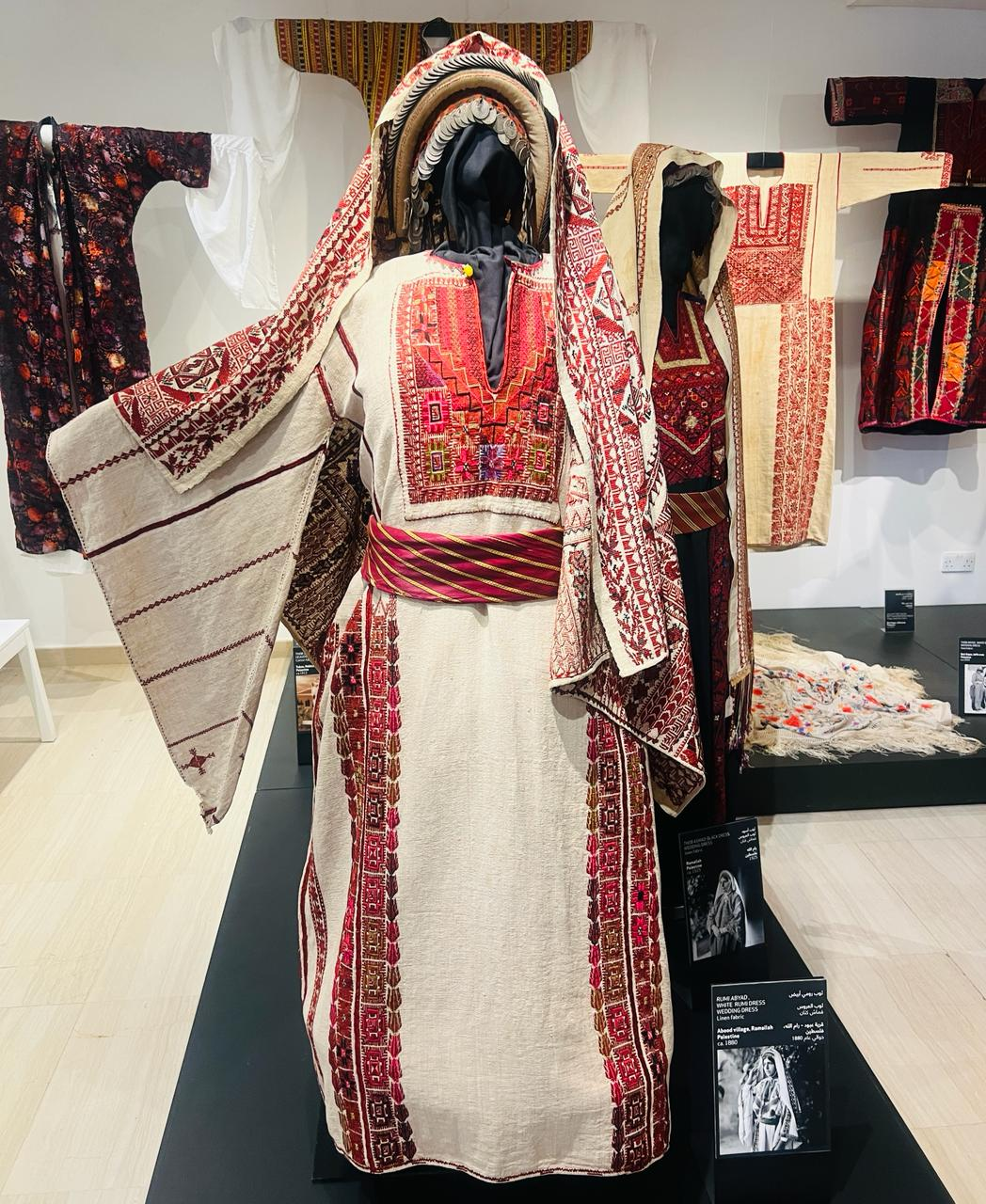
ثوب فلسطيني مطرز يدوياً
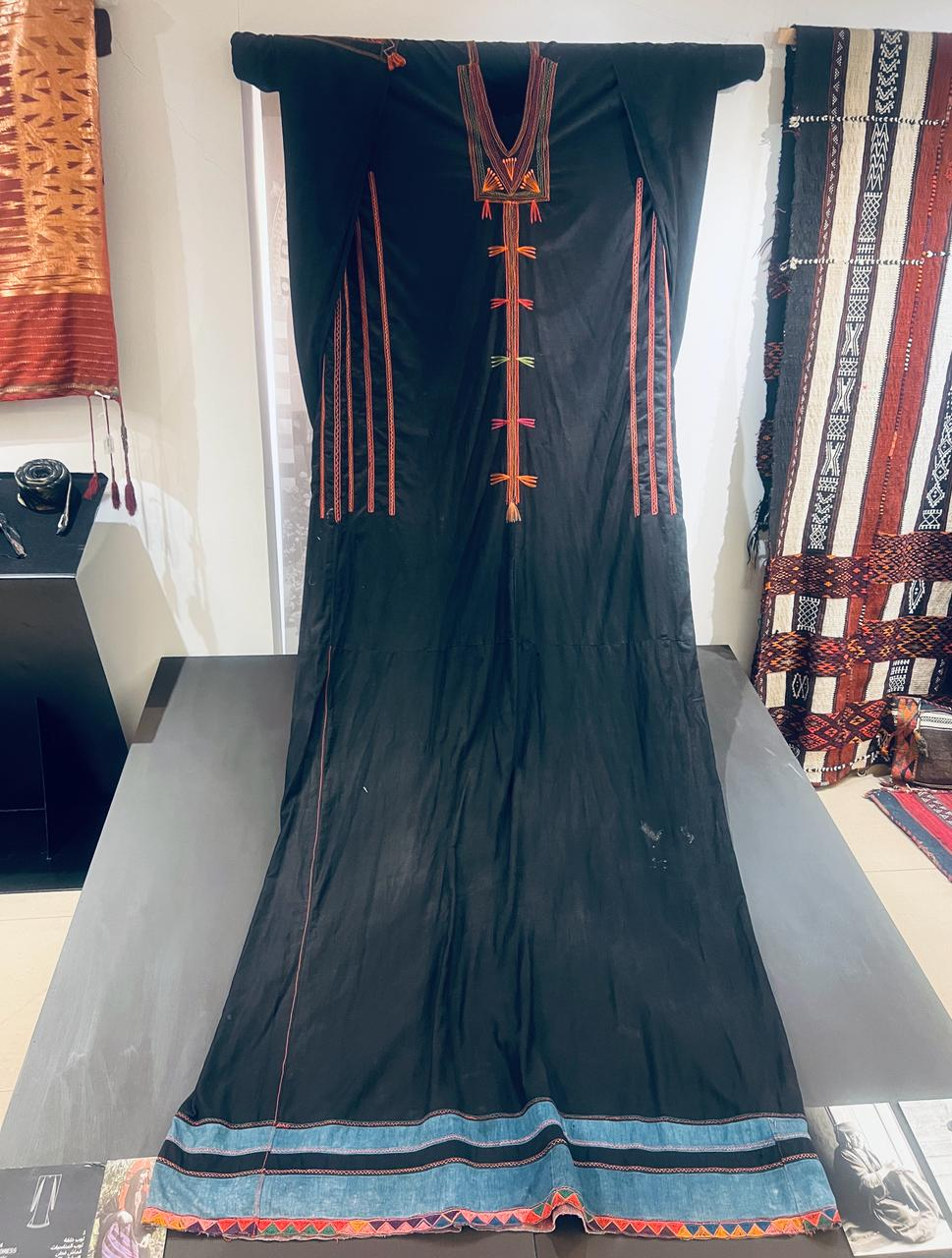
ثوب فلسطيني مطرز يدوياً
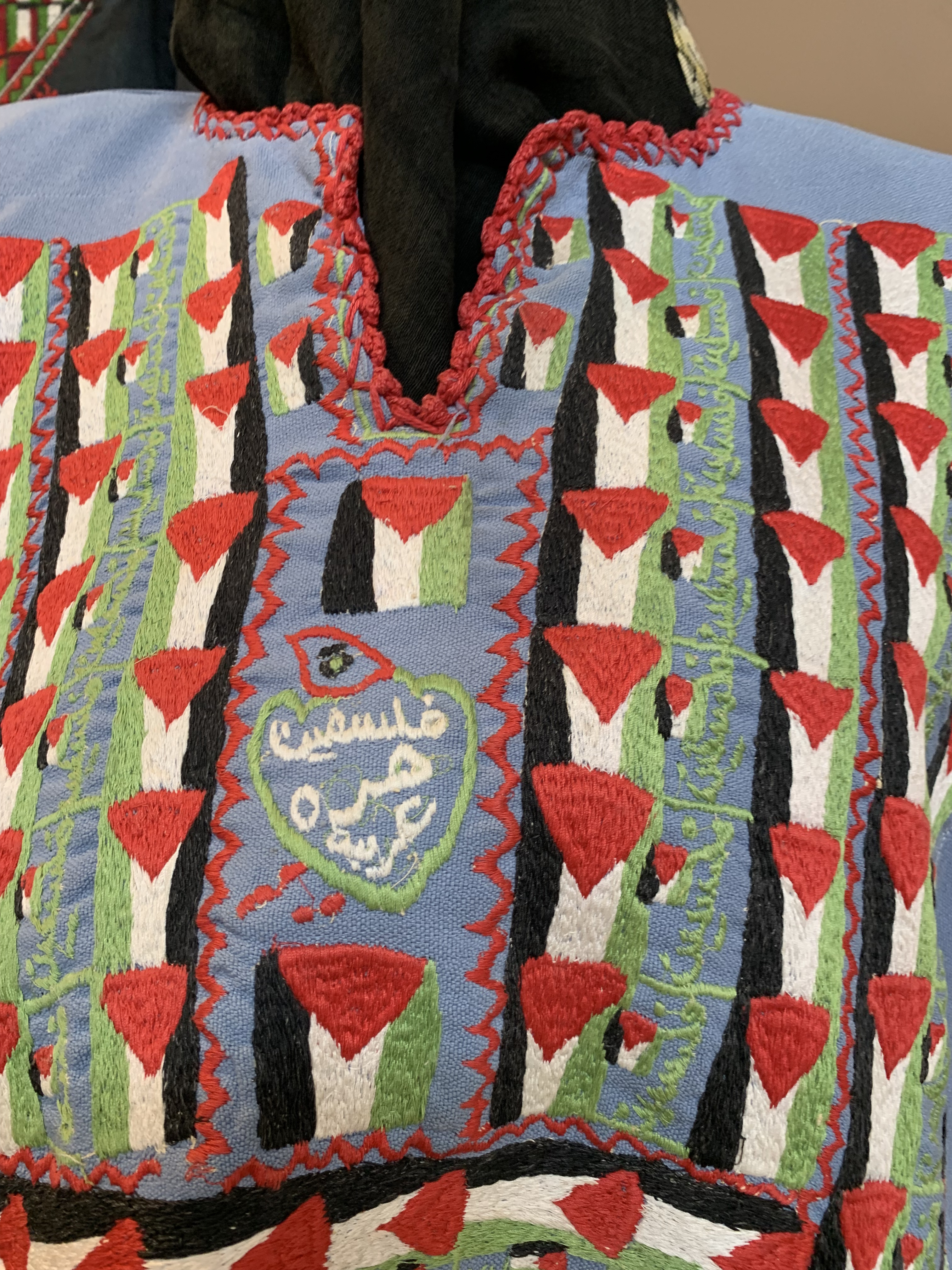
ثوب تطريز علم فلسطين
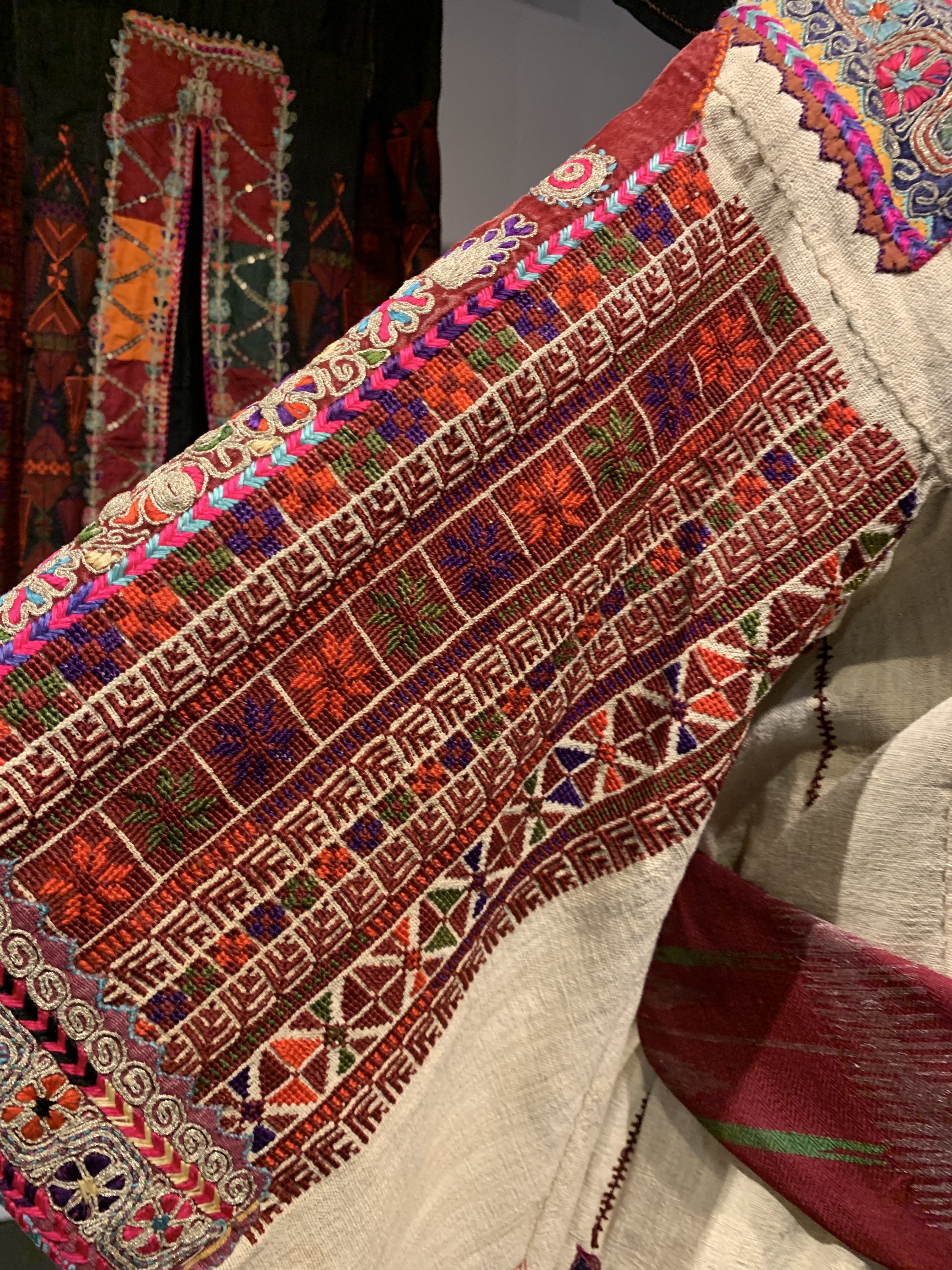
ثوب العروس, ثوب أبيض
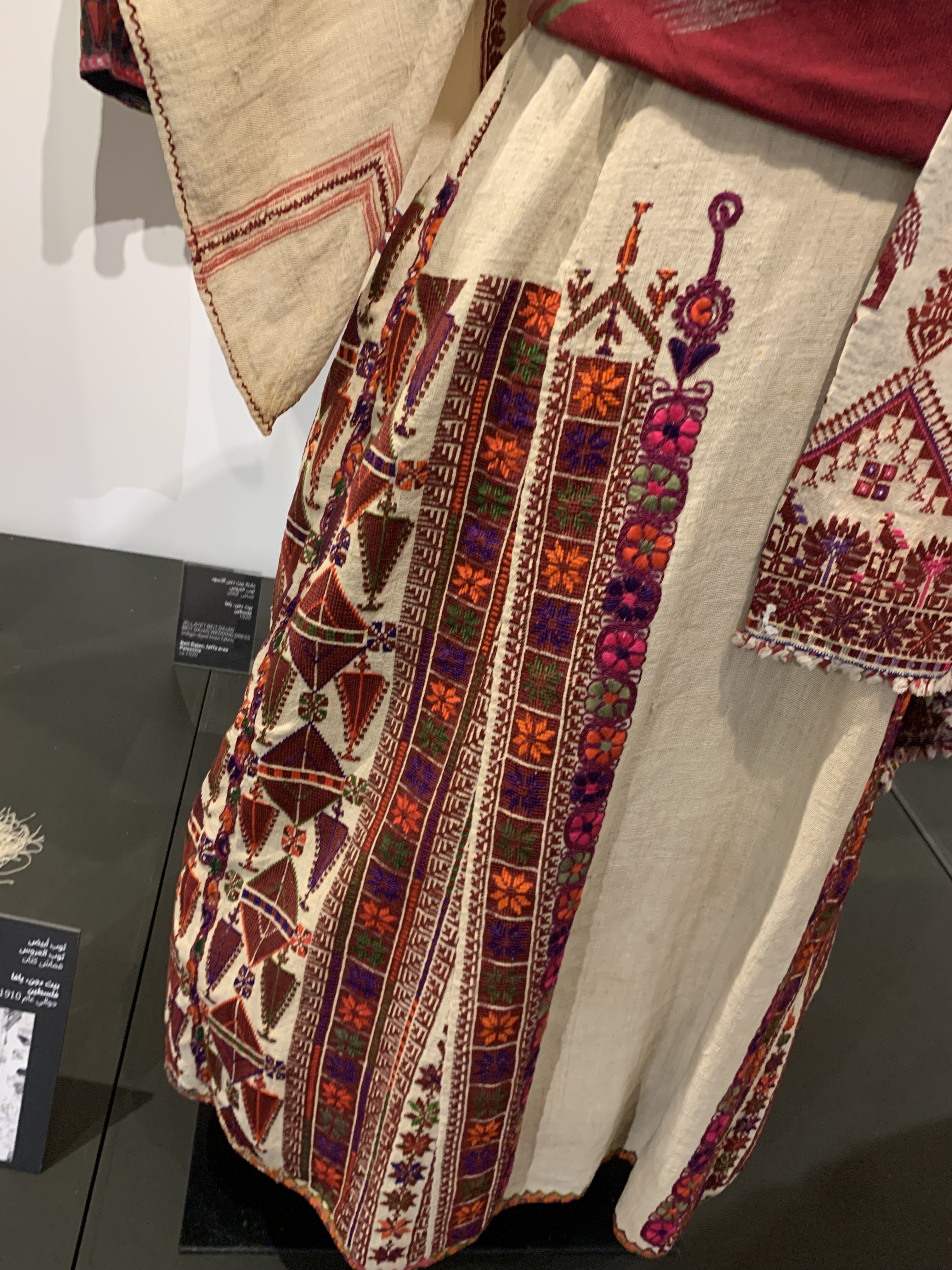
ثوب العروس, ثوب أبيض
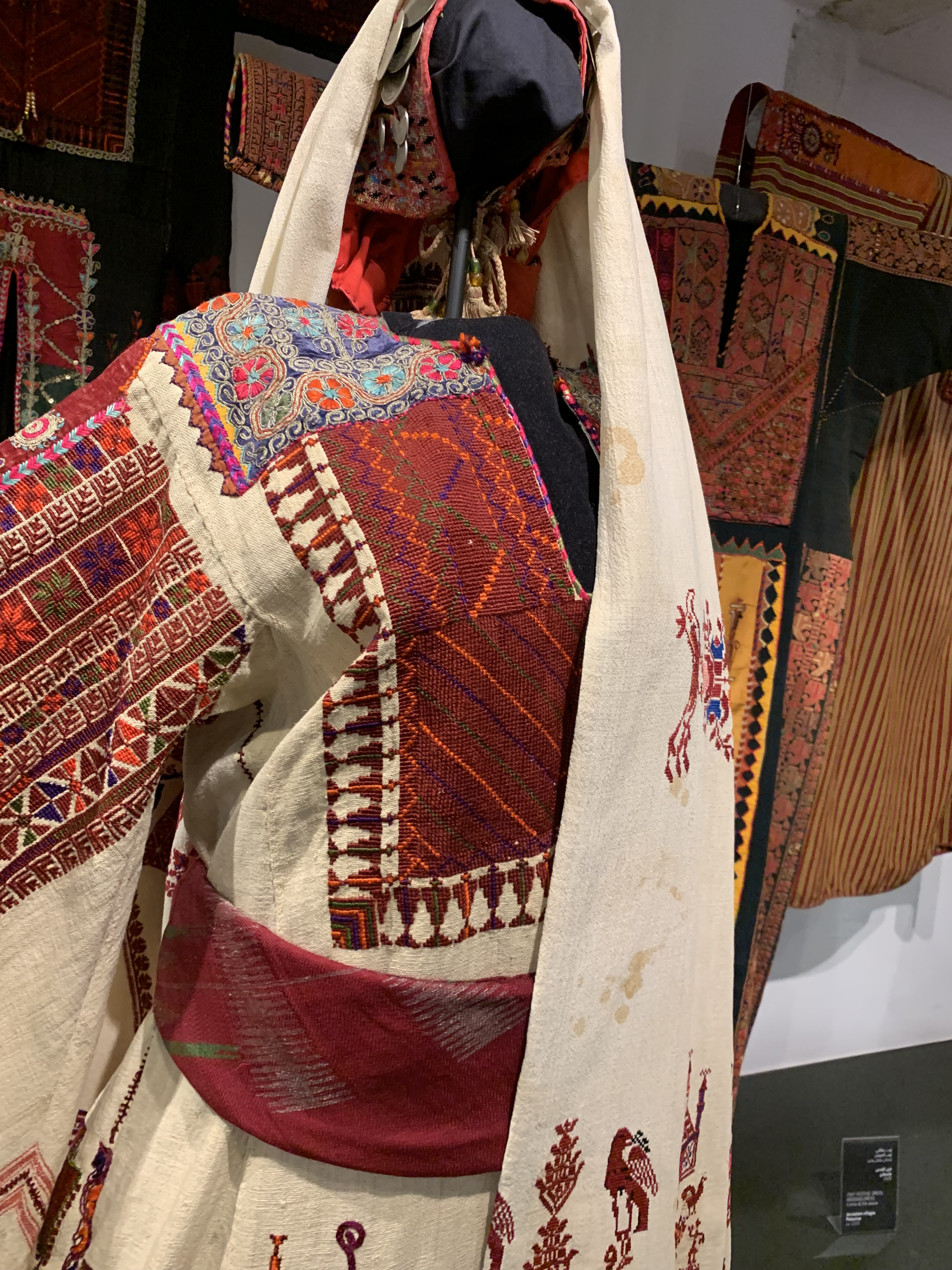
ثوب العروس, ثوب أبيض
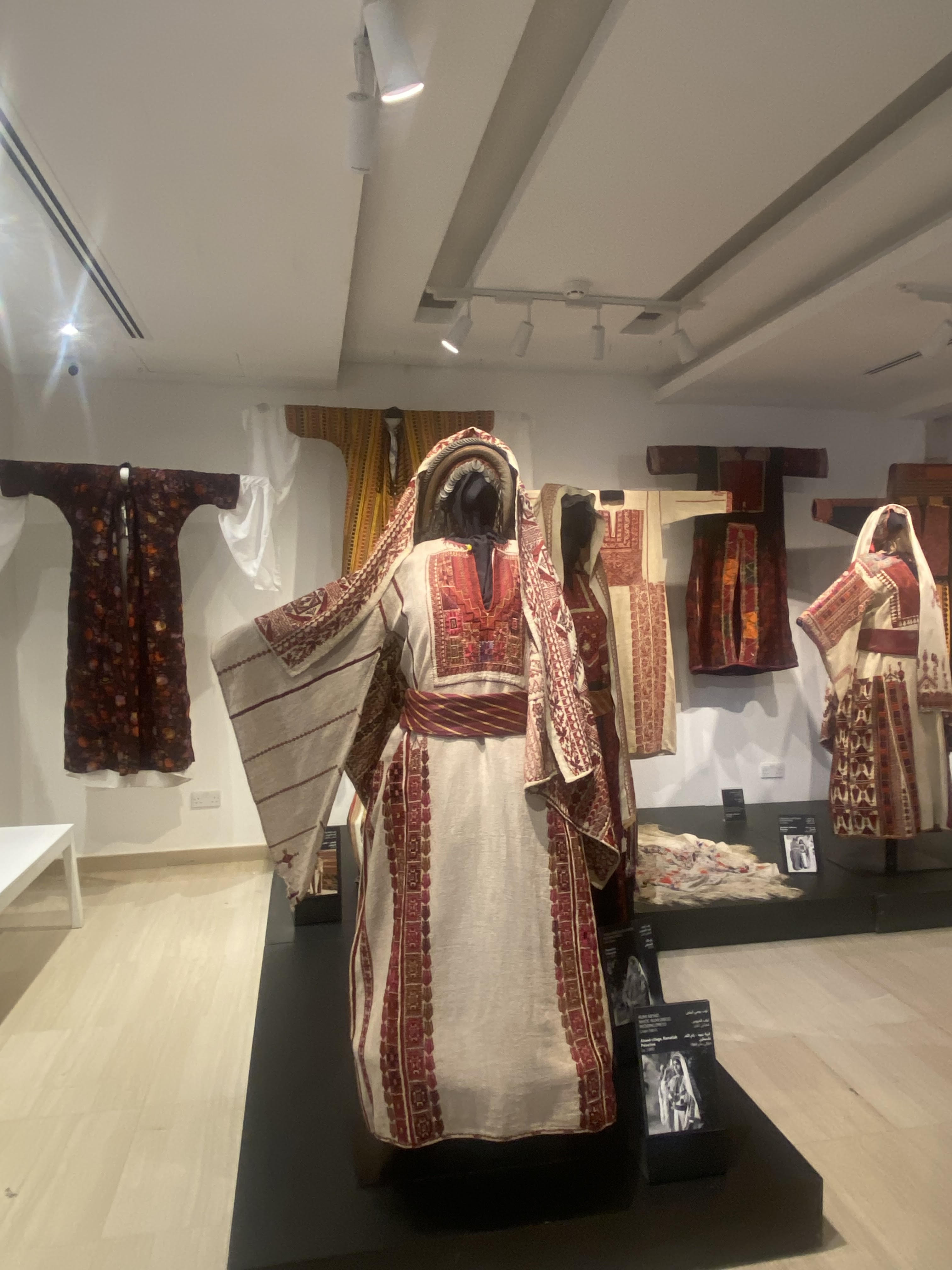
ثوب العروس الفلسطينية
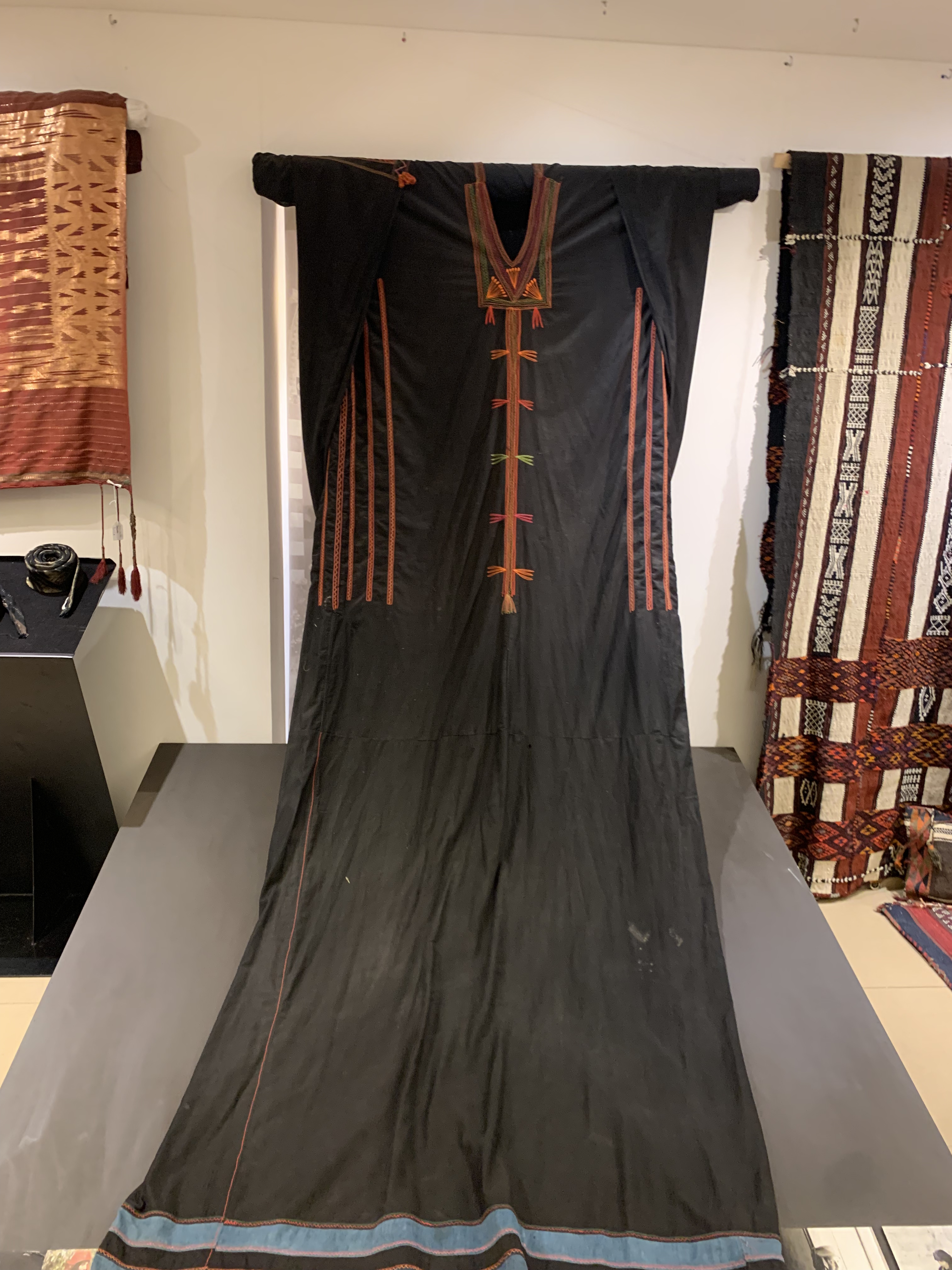
ثوب أسود بدوي
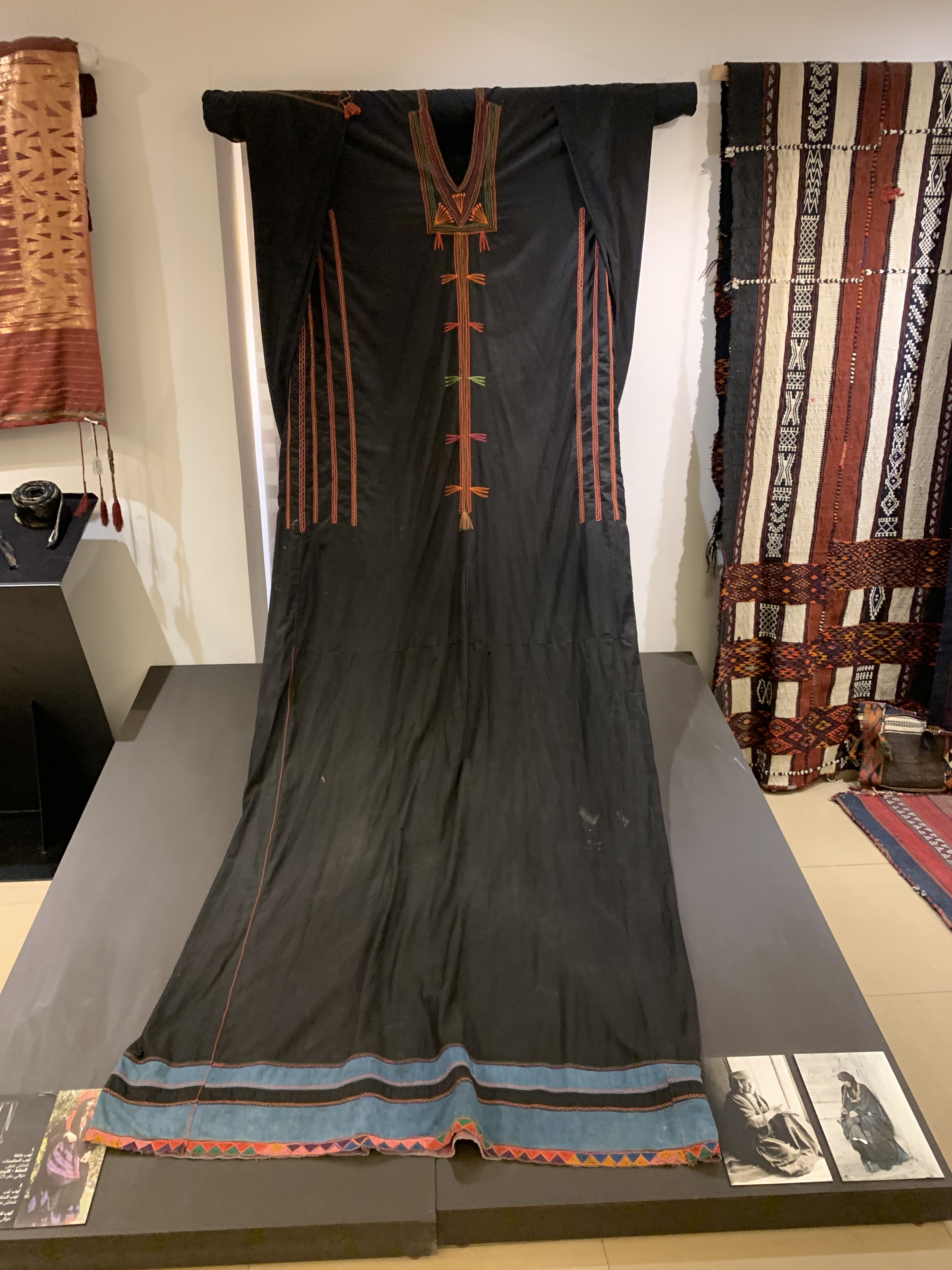
ثوب أسود بدوي
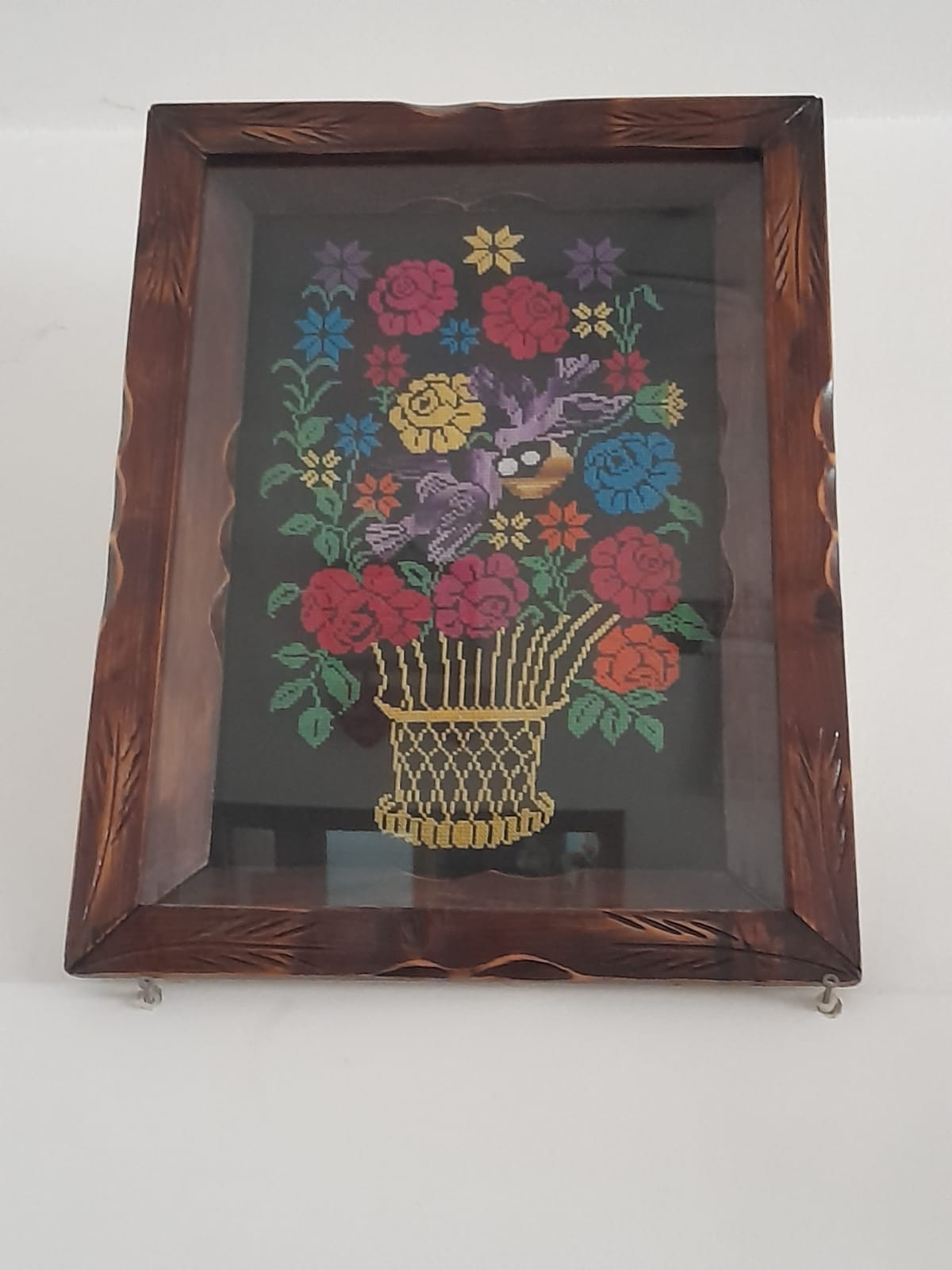
تطريز يدوي- علم فلسطين
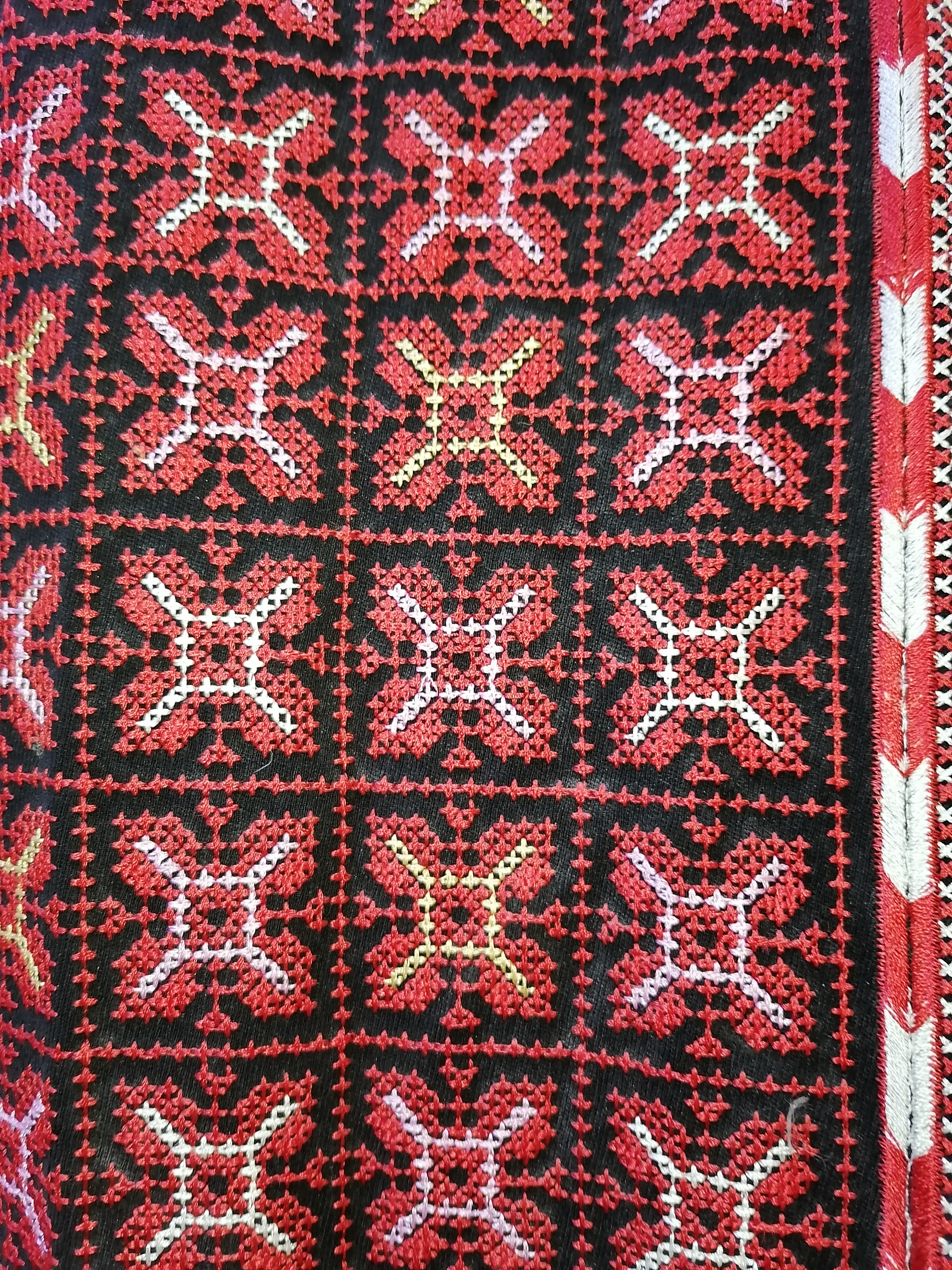
تطريز يدوي- علم فلسطين
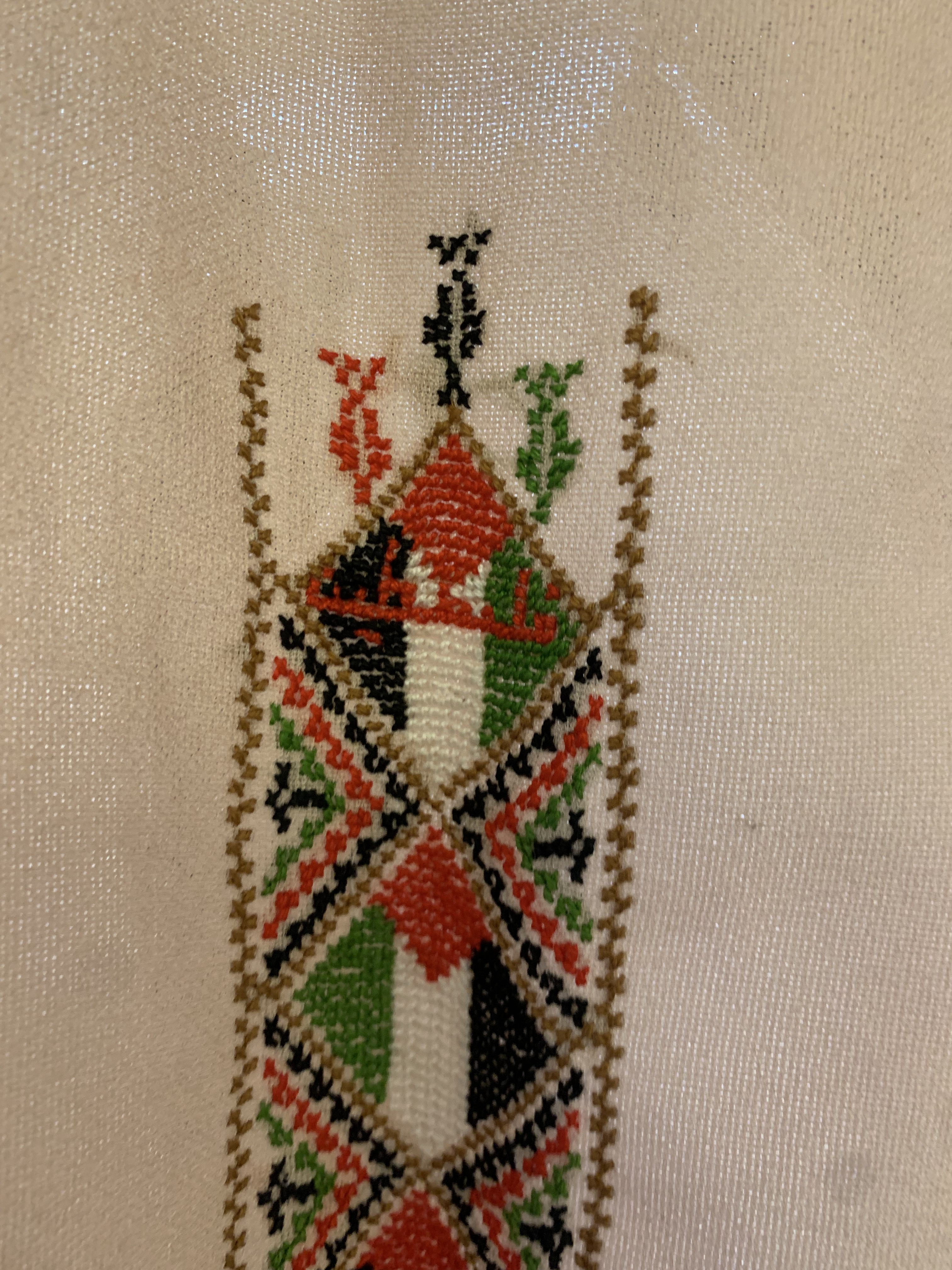
تطريز يدوي- علم فلسطين
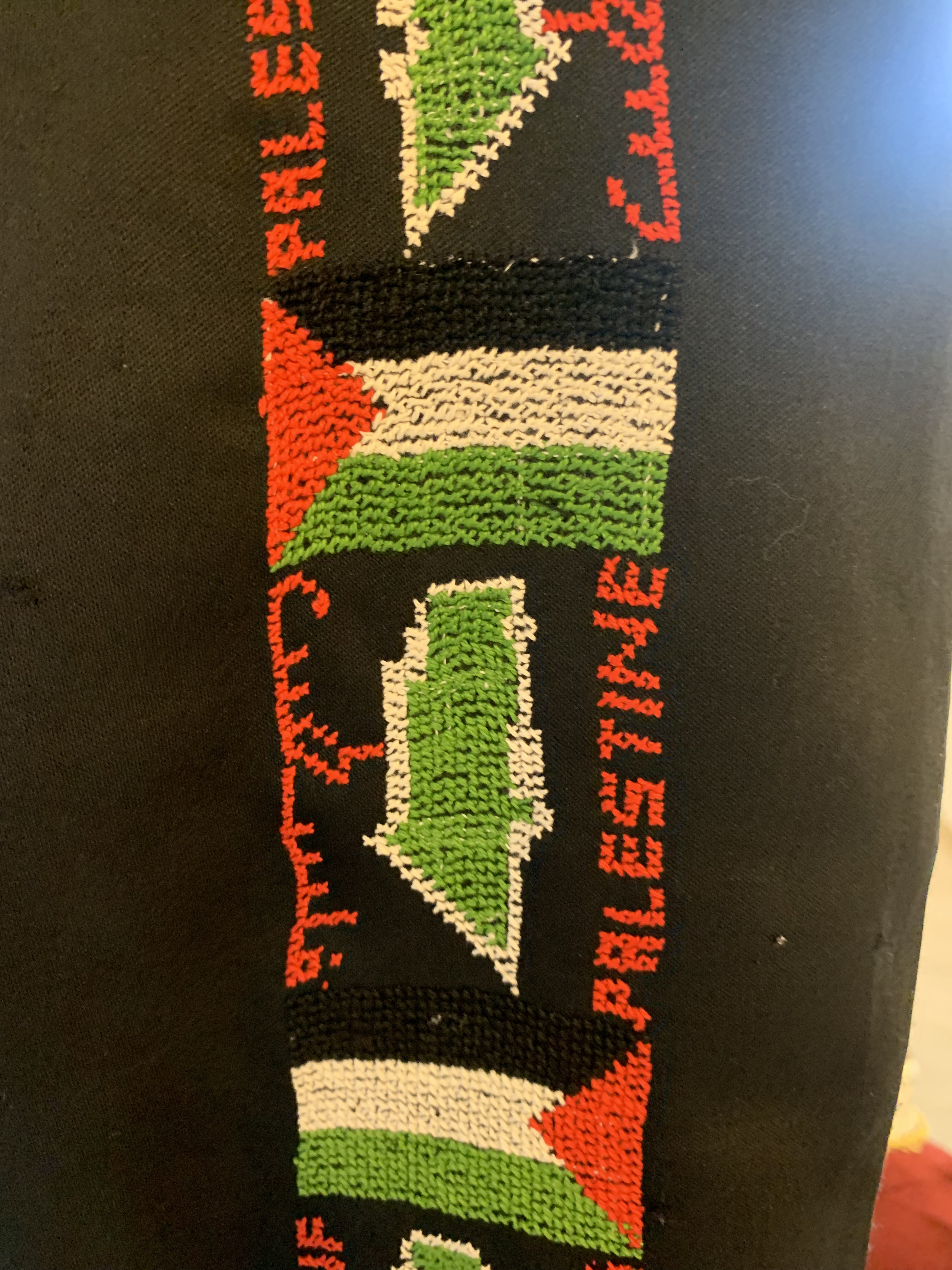
تطريز يدوي- علم فلسطين

## الفهرس
- أمير، زيفا، أرابيسك: تطريز زخرفي من الأرض المقدسة ، نيويورك: فان نوستراند راينهولد ، 1977
- ستيلمان، يدييدا كالفون (1979 ): الأزياء والمجوهرات الفلسطينية ، ألبوكيركي: مطبعة جامعة نيو مكسيكو،(ردمك 0-8263-0490-7) (كتالوج متحف الفن الشعبي الدولي  [لغات أخرى]‏ (MOIFA) في متحف الفن الشعبي الدولي في سانتا في مجموعة المنسوجات والأزياء من الملابس والمجوهرات الفلسطينية.)
- عمر، عبد السميح أبو (1986): التطريز والحلي الفلسطينية التقليدية ، القدس: الشرق (استناداً في معظمه إلى مجموعته الخاصة).
- حافظ السباعي، طاهرة عبد (1987): نظرة موجزة على الأزياء الفلسطينية التقليدية: عرض للأزياء الفلسطينية ، ت. أ. حافظ، نصوص باللغات الإنجليزية والفرنسية والعربية؛
- نيدلر، وينيفريد (1949). فلسطين: القديمة والحديثة - دليل وإرشاد لمجموعة فلسطين في متحف أونتاريو الملكي للآثار ، تورنتو. متحف أونتاريو الملكي للآثار.
- فولجر، جيزيلا، ويلك، كارين ضد هاكستين، كاتارينا (1987): Pracht und Geheimnis: Kleidung und Schmuck aus Palästina und Jordanien : كتالوج دير Sammlung وداد قعوار . كولن: متحف راوتنستراوخ جويست،
- فولجر، جيزيلا (1988): مذكرات Soie. أزياء وأزياء من فلسطين والأردن باريس، (كتالوج المعرض من مجموعة وداد كامل قعوار للأزياء والمجوهرات في فلسطين والأردن.)
- وير، شيلاج وشاهد، سيرين (1988): التطريز الفلسطيني: أنماط التطريز المتقاطع من الأزياء التقليدية لنساء القرى في فلسطين لندن: منشورات المتحف البريطاني .(ردمك 0-7141-1591-6)
- رجب، ج. (1989): الزي الفلسطيني ، كيغان بول الدولية، لندن،(ردمك 0-7103-0283-5)
- [ ](1995): خيوط التقاليد: أزياء الزفاف الاحتفالية من فلسطين: مجموعة منيّر. بروكتون، ماساتشوستس: متحف فولر، بروكتون، ماساتشوستس،
- وير، شيلا (أغسطس 1995): الأزياء الفلسطينية، منشورات المتحف البريطاني المحدودة(ردمك 0-7141-2517-2)
- وداد قعوار /شيلاغ وير: أزياء وتقاليد الأعراس في بيت دجن . :: المراجع والروابط :

## روابط خارجية
- الملابس الثقافية – AMWRRI
- أرشيف أزياء فلسطين
- مجموعة وداد قعوار للتراث العربي
- مجموعة منيّر: مؤسسة التراث الفلسطيني نسخة محفوظة 2020-01-27 على موقع واي باك مشين.
- إرث منسوج، لغة منسوجة